# Exploration de Mars par Perseverance
Cet article concerne le déroulement de la mission de l'astromobile Perseverance sur Mars. Pour le contexte (historique, objectifs, développement), le transit vers Mars et l'atterrissage, voir Mars 2020 (mission spatiale).

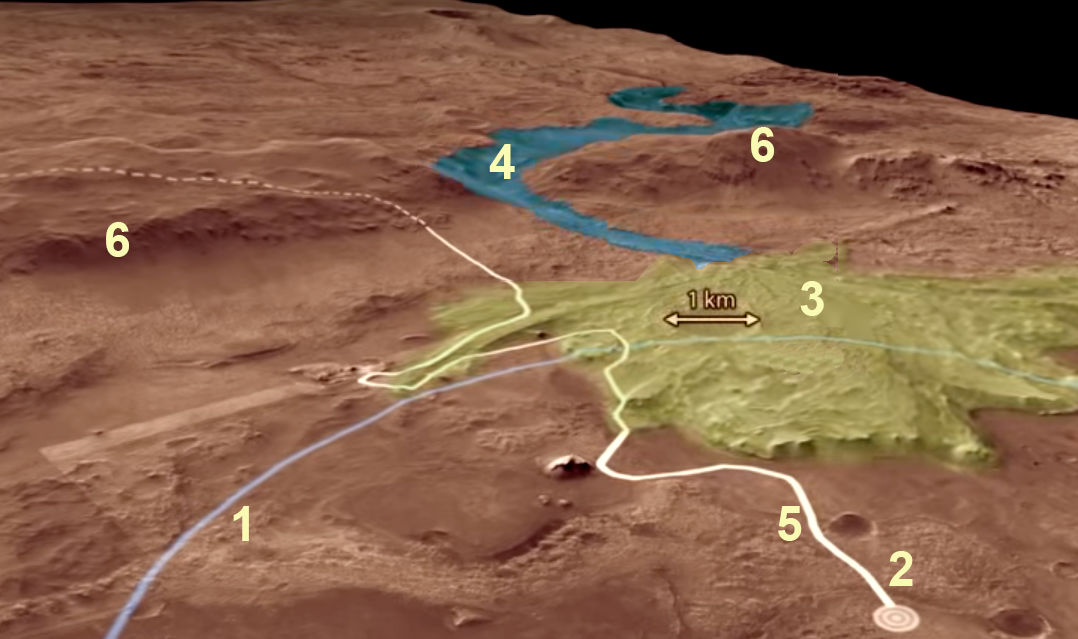
Site d'atterrissage de Mars 2020 dans le cratère Jezero et parcours prévu de l'astromobile Perseverance : 1. Ellipse délimitant la zone d'atterrissage - 2. Point d'atterrissage de Perseverance - 3. Dépôts laissés par l'ancien delta formé par l'eau sortant du canyon - 4. Neretva Vallis : Ancien chenal dans lequel l'eau a autrefois coulé - 5. Chemin suivi par Perseverance (prévision) - 6. Flancs du cratère Jezero.

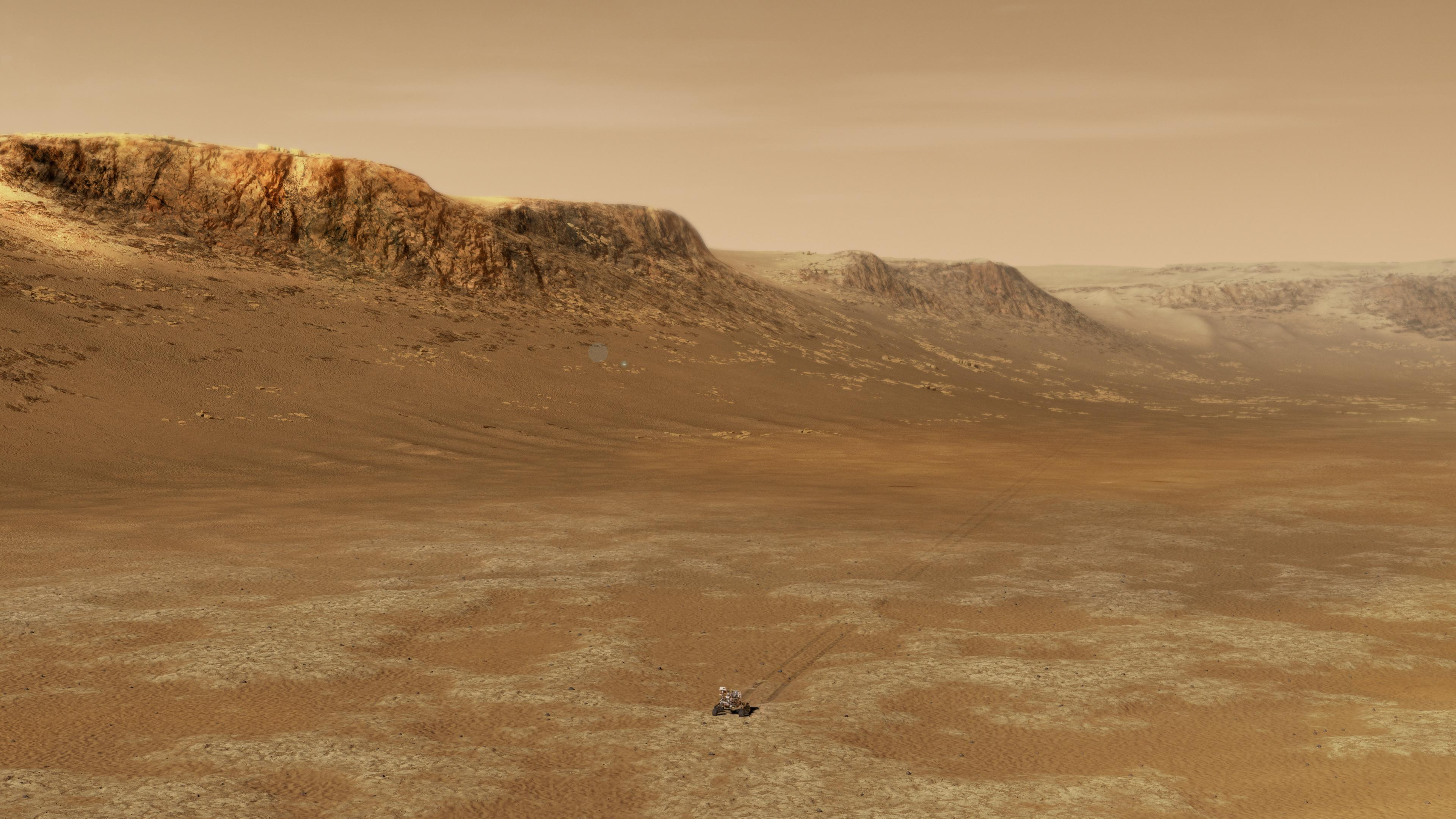
Perseverance sur son site d'atterrissage avec en arrière-plan les falaises de la bordure interne du cratère Jezero qui dominent de 600 mètres le plancher du cratère (vue d'artiste).

L'exploration de Mars par Perseverance est le déroulement de la mission de l'astromobile de la mission spatiale Mars 2020. Cet engin développé par la NASA s'est posé le 18 février 2021 à la surface de la planète Mars dans le cratère d'impact Jezero. Perseverance est un robot mobile conçu pour explorer ce cratère qui a abrité, il y a environ 3,6 milliards d'années, un lac permanent et qui conserve les traces de plusieurs deltas de rivière. Ce cratère de 45 kilomètres de diamètre a été choisi parce que la communauté scientifique estime qu'il a pu abriter par le passé des formes de vie et conserver leurs traces. Perseverance s'est posé à proximité immédiate d'un des deltas. Durant son exploration, il est prévu qu'il traverse une partie de celui-ci avant de se diriger vers ce qui pourrait être les rives de l'ancien lac qui remplissait le cratère. Enfin, il doit escalader les rebords du cratère hauts de 600 mètres avant de parcourir les plaines environnantes. Durant sa mission primaire (un peu plus de deux années terrestres), l'astromobile pourrait réaliser à peu près la moitié du trajet planifié.
Perseverance est un engin de plus d'une tonne qui dispose d'un système sophistiqué de prélèvement de carottes du sol martien et d'un ensemble d'instruments scientifiques (caméras, spectromètres de différents types) qui sont utilisés pour identifier les sites les plus intéressants, fournir le contexte du prélèvement effectué (caractéristiques géologiques, conditions climatiques à la formation) et effectuer une première analyse chimique : ce sont le spectromètre de fluorescence des rayons X PIXL, le spectromètre Raman SHERLOC, le spectromètre imageur SuperCam et la caméra Mastcam-Z. L'astromobile emporte également une station météorologique (MEDA), un radar destiné à sonder les couches superficielles du sol (RIMFAX). Deux expériences doivent tester sur le terrain des technologies avant leur mise en œuvre de manière opérationnelle dans de prochaines missions : MOXIE produit de l'oxygène à partir de l'atmosphère martienne (ISRU) et MHS (Ingenuity), un petit hélicoptère de moins de deux kilogrammes, va tester les capacités d'un engin aérien dans l'atmosphère très ténue de Mars.
L'objectif principal de sa mission est de rechercher des sites ayant pu abriter des formes de vie, à l'aide des instruments embarqués, et de prélever une quarantaine de carottes de sol et de roches sur des sites sélectionnés. Le résultat de ces prélèvements doit être déposé par l'astromobile sur des emplacements soigneusement repérés en attendant d'être ramenés sur Terre par une future mission étudiée conjointement par la NASA et l'Agence spatiale européenne. Selon le planning élaboré par les deux agences, le retour sur Terre est envisagé pour 2031, sous réserve de son financement. L'objectif final est de pouvoir effectuer sur Terre une analyse fine des échantillons du sol martien, notamment d'identifier d'éventuelles formes de vie anciennes, en utilisant toutes les capacités des instruments terrestres qui, contrairement à ceux embarqués sur les engins spatiaux, ne sont pas limitées par les contraintes de masse.

## Objectifs de la mission dePerseverance
Il y a plusieurs milliards d'années, la planète Mars disposait comme la Terre d'une atmosphère dense, d'un champ magnétique la protégeant du vent solaire et d'eau liquide coulant à sa surface. La vie s'est développée sur Terre dès cette époque sous forme de micro-organismes. La mission de Perseverance, développée par la NASA, doit contribuer à déterminer s'il en a été de même sur Mars. Plusieurs missions ont déjà été envoyées sur cette planète par l'agence spatiale pour collecter des indices permettant de répondre à cette question. C'est le cas notamment de l'astromobile Mars Science Laboratory/Curiosity toujours en activité dans le cratère Gale. Ces missions ont étudié les roches et les sédiments de la surface de Mars et ont pu déterminer que des conditions propices à la vie ont existé : présence d'eau liquide, conditions climatiques tempérées. Perseverance a un objectif différent : l'astromobile a été envoyée dans le cratère Jezero, qui a conservé les traces d'une activité fluviale et d'un lac, pour prélever une quarantaine de carottes de sol et de roches dans des sites ayant pu abriter des formes de vie. Il est prévu que ces carottes soient ramenées sur Terre par une future mission étudiée conjointement par la NASA et l'Agence spatiale européenne. En effet les instruments de mesure des engins envoyés sur Mars, malgré leur sophistication, sont limités par les contraintes de masse et d'énergie disponible. Ils n'ont pas la capacité des équipements dont disposent les laboratoires terrestres. Une analyse fine des échantillons du sol martien sera entreprise sur Terre. Elle permettra notamment d'identifier d'éventuelles formes de vie anciennes, en utilisant toutes les capacités des instruments terrestres.
La mission de Perseverance sur Mars doit remplir les cinq objectifs suivants :
1. Explorer un environnement susceptible d'avoir accueilli la vie en analysant son histoire et les processus géologiques qui s'y sont déroulés[1].
2. Rechercher des indices de signatures d'origine biologique dans une sélection de sites[2] :
  - déterminer l'habitabilité de l'environnement par le passé de la zone explorée.
  - si la zone a pu abriter des formes de vie, rechercher des matériaux qui ont pu préserver des signatures biologiques.
  - rechercher des indices potentiels de vie en utilisant des techniques d'observation respectant les règles de protection planétaire.
3. Collecter des échantillons de sol martien en connaissant leur contexte géologique précis pour permettre à une future mission de ramener des échantillons du sol martien sur Terre[Nasa 2] :
  - collecter des échantillons sélectionnés scientifiquement avec une description précise du terrain. Les échantillons devront à la fois être les plus susceptibles de permettre l'identification d'indices de vie et bien représenter la diversité de la région explorée par l'astromobile.
  - assurer que la collecte se fasse en respectant les règles de protection planétaire et que les échantillons puissent être effectivement récupérés par la future mission de retour d'échantillon.
4. Préparer les futures missions habitées sur le sol martien en testant des technologies (ISRU, etc.), analysant les conditions régnant à la surface de Mars — rayonnement, température, poussière... — et améliorant les connaissances sur les conditions de rentrée atmosphérique (MEDLI+)[3],[Nasa 2] :
  - réaliser une démonstration des technologies d'utilisation des ressources in situ en produisant des ergols et de l'oxygène à partir de l'atmosphère martienne[4],[5].
5. Déterminer la morphologie et la taille de la poussière pour comprendre son incidence sur les opérations à la surface de Mars et sur la santé des astronautes :
  - mesurer les caractéristiques du climat à la surface de Mars pour valider les modèles de circulation atmosphérique de la planète.
  - mesurer les performances du véhicule de descente avec une série de capteurs dans les boucliers thermiques avant et arrière.

## Description de la région explorée
Le site d'atterrissage de l'astromobile Perseverance est situé dans l'hémisphère nord de Mars non loin de l'équateur de la planète (18.4°N, 77.7°E) à une altitude de −2,55 kilomètres par rapport au niveau moyen de Mars. Il se trouve, comme le cratère Gale en cours d'exploration par l'astromobile Curiosity, à la limite de la plaine qui recouvre l'hémisphère nord de la planète et des plateaux élevés et souvent accidentés recouvrant l'hémisphère sud.

### Le cratère Jezero

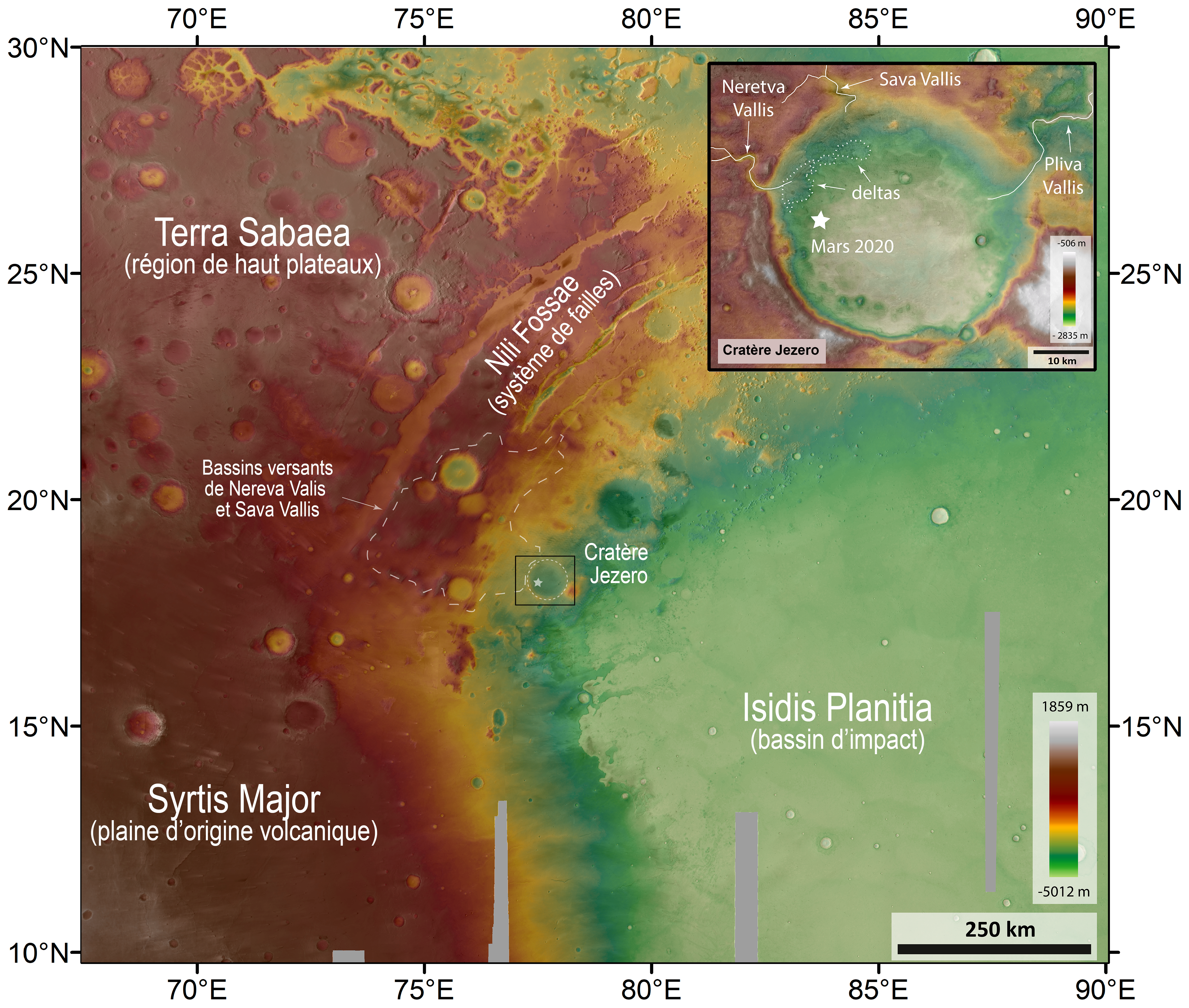
Carte topographique régionale montrant respectivement le bassin Isidis Planitia, le réseau de failles Nili Fossae, le cratère Jezero (à peu près au centre) et l'emplacement de Perseverance (dans le cartouche).

Le site d'atterrissage est situé dans le cratère Jezero de 49 kilomètres de diamètre près de la bordure nord-ouest de celui-ci. Ce cratère se situe lui-même sur la bordure nord-ouest du bassin Isidis Planitia, cratère d'impact de 1200 kilomètres de diamètre, formé durant le dernier épisode sur Mars du grand bombardement qui s'est déroulé il y a plus de 3,9 milliards d'années (Noachien). Le choc de l'impact a transformé en profondeur les roches dans le cratère et est à l'origine du réseau de failles Nili Fossae situé à l'ouest du cratère Jezero. Ce dernier a été formé par un impact de météorite postérieur.
La planète Mars est aujourd'hui une planète sèche, où l'eau ne peut plus couler à l'état liquide faute d'une atmosphère suffisamment dense. De nombreux indices indiquent qu'à ses débuts, il y a plusieurs milliards d'années, alors que le noyau de la planète était encore chaud et son atmosphère épaisse, de l'eau liquide a pu couler à sa surface.

### Reconstitution de l'histoire géologique du cratère
En 2005, le planétologue Caleb Fassett, à l'époque encore étudiant, identifie à l'aide de données fournies par les instruments de plusieurs sondes spatiales en orbite autour de Mars, la présence de deux anciennes vallées fluviales coupant les flancs du cratère Jezero au nord et à l'ouest : respectivement Sava Vallis et Neretva Vallis. Au débouché de chacun des deux chenaux dans le cratère se trouve un dépôt en forme de delta comprenant des argiles, minéraux d'altération des silicates qui ne peuvent se former qu'en présence d'eau.
L'interprétation de ces observations est que deux cours d'eau drainant la région de Nili Fossae se jetaient il y a plus de trois milliards d'années dans le cratère en déposant à leurs embouchures les matériaux fins transportés en suspension qui auraient progressivement formé ces deltas. Ces cours d'eau auraient rempli le cratère le transformant en lac. Celui-ci aurait atteint une profondeur d'au moins 250 mètres. La profondeur a peut-être été supérieure à un moment donné car une brèche s'est ouverte dans le flanc nord-est du cratère limitant la profondeur du lac à cette valeur. Durant un certain temps le lac a fait partie d'un réseau fluvial avec des eaux y pénétrant et en sortant puis le flot entrant s'est tari et le lac s'est progressivement asséché : les eaux se sont évaporées ou se sont infiltrées dans le sous-sol. La durée de cet épisode aquatique n'a pu être déterminée avec précision : les deltas pourraient avoir été formés en une vingtaine d'années. Le cratère Jezero est en grande partie comblé et si les matériaux l'ayant comblé sont d'origine sédimentaire, le processus de sédimentation (et donc le lac) aurait pu exister durant une période de 1 à 10 millions d'années. Quel que soit le scénario cette phase s'est achevée au milieu de l'Hespérien (entre 3,7 à 3,2 milliards d'années),.

Le cratère Jezero
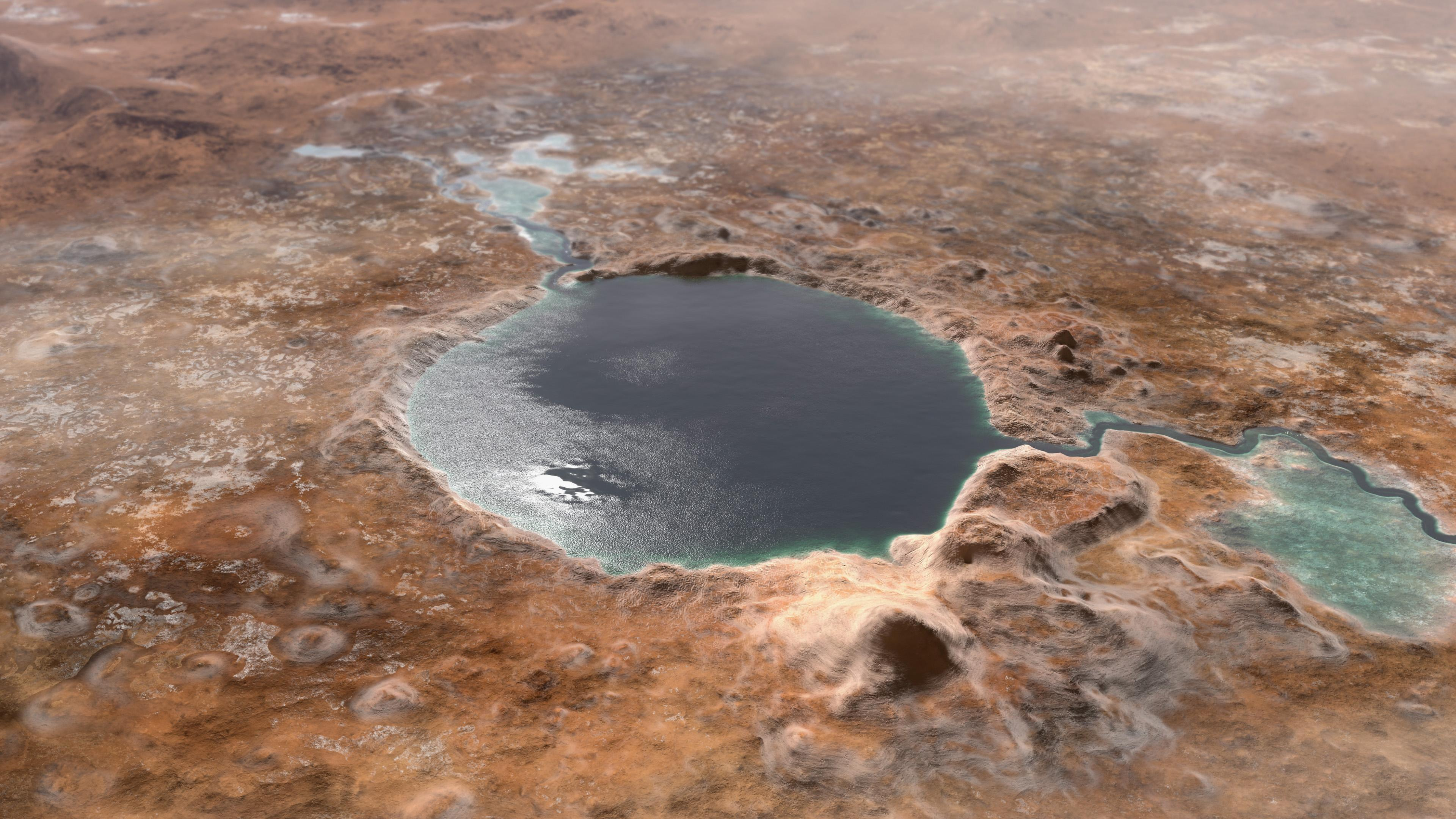
Reconstitution du cratère tel qu'il aurait pu être à l'époque où l'eau était présente à la surface de Mars, il y a quelques milliards d'années. La zone d'atterrissage se situe dans la partie nord-ouest, au débouché du cours d'eau qui pénétrait dans le cratère depuis Neretva Vallis.
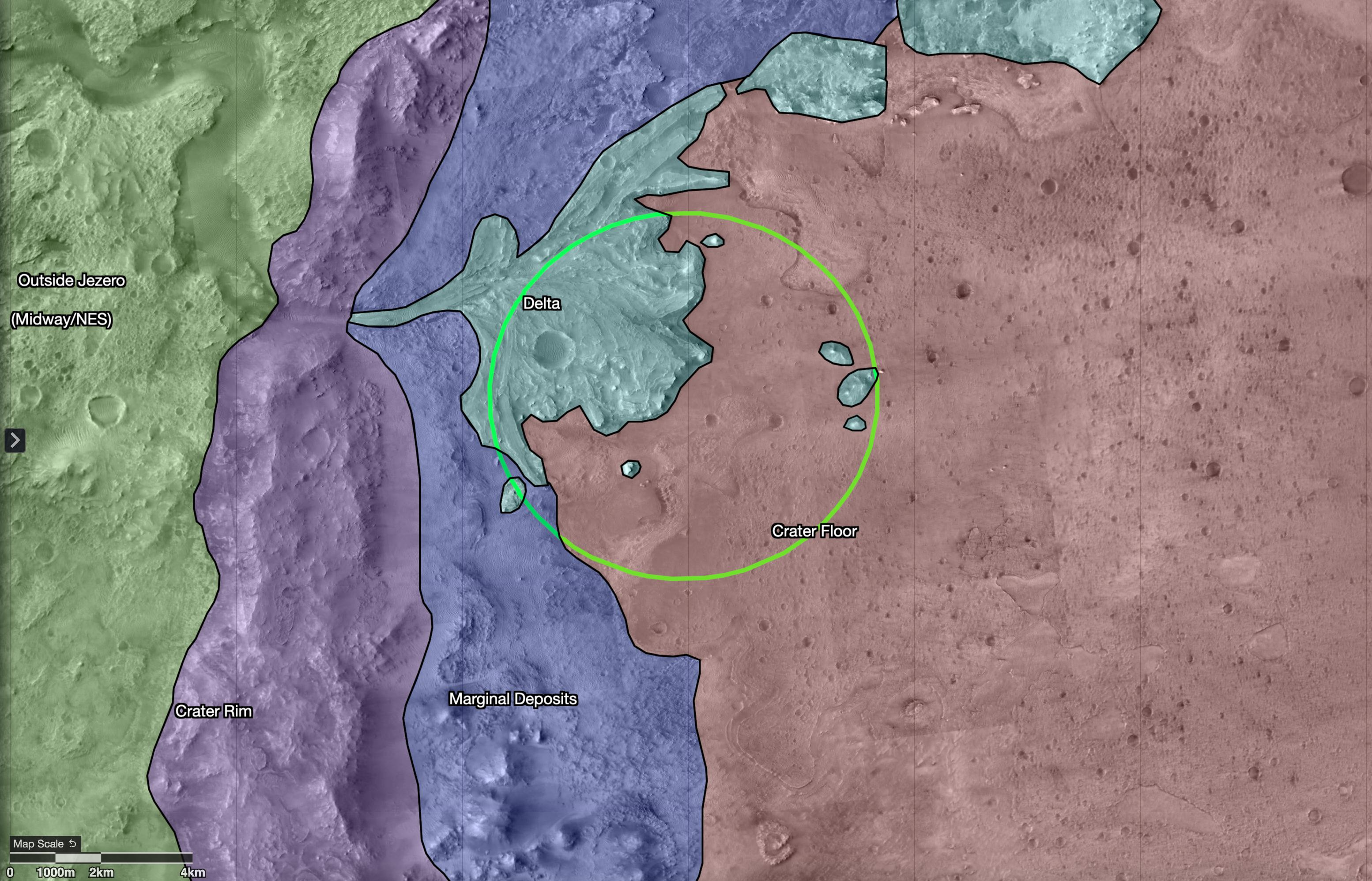
Carte géologique montrant les cinq types de terrain devant être analysés par Perseverance (l'ellipse désigne sa zone d'atterrissage). De gauche à droite : en vert, l'extérieur du cratère Jezero ; en violet, ses rebords ; en bleu violacé, les dépôts laissés par le lac l'occupant jadis ; en vert grisâtre, ceux créés plus particulièrement par le delta d'une rivière s'écoulant depuis Neretva Vallis ; en marron, le plancher du cratère.

Les chercheurs de l'université Brown ont reconstitué de manière plus précise en 2015 le déroulement de cet épisode aquatique en utilisant les données fournies par le spectromètre CRISM du satellite Mars Reconnaissance Orbiter ainsi que des images fournies par sa caméra CTX. Ils ont pu réaliser une carte géologique détaillée de cette région. Les deux deltas argileux situés dans le cratère ont une composition différente et la signature de chacun correspond à celle des sols de la région d'où provient le cours d'eau qui les a formés.
Ces argiles se seraient formées près des sources des cours d'eau et auraient ensuite été transportées dans le cratère. Les données collectées montrent par ailleurs que la formation des argiles d'une part et leur transport jusqu'au cratère d'autre part sont des événements qui se sont produits à des périodes très différentes. En effet, le cours d'eau qui a transporté les argiles a dû creuser son lit dans une couche de roches surmontant cette couche d'argile et donc plus récente que la période de formation de celle-ci. Cette superposition des vestiges de deux événements aquatiques est particulièrement intéressante pour la reconstitution de l'histoire de la planète. En effet s'il est clair que le climat de Mars a été plus humide par le passé, on ne sait toujours pas s'il a été assez chaud pour permettre à l'eau de couler à l'état liquide en surface sur des périodes prolongées. Certains chercheurs suggèrent qu'à cette époque le climat martien était trop froid et que les transformations chimiques (production d'argile, etc.) résultent d'un phénomène de percolation des eaux souterraines à travers les couches superficielles du sol plus chaudes. Lorsque ce processus n'a plus été actif, il a été suivi par des apparitions sporadiques d'eau à la surface dues à des pluies ou des chutes de neige liées à des périodes transitoires de réchauffement. Cette deuxième phase serait largement responsable de l'érosion mécanique de la surface de Mars. Les constats effectués à Jezero semblent confirmer ce scénario d'un Mars froid dans cette période reculée.
Une fois les eaux disparues, les deltas ont commencé à être érodés par les vents soufflant à la surface de la planète. Puis le volcan Syrtis Major situé au sud-ouest est entré à plusieurs reprises en éruption. Les coulées de lave produites ont atteint, il y a environ 3,5 milliards d'années, le cratère et sont parvenues jusqu'à la base des dépôts formant les deltas sans toutefois les recouvrir. Puis le processus d'érosion par le vent des matériaux du delta, moins résistants que la lave, s'est poursuivi jusqu'à nos jours. De manière épisodique les eaux souterraines ont percolé à travers les roches en transformant les minéraux présents à la surface. Le résultat de tous ces épisodes est que le site présente une grande diversité de minéraux (argiles et carbonates) typiques d'un environnement humide auxquels s'ajoutent des minéraux d'origine volcanique beaucoup plus répandus à la surface de Mars. Certains des minéraux ont été formés lorsque les eaux souterraines ont percolé, d'autres lorsque les sédiments formant les deltas se sont transformés en roches. Certains grains de minéraux pourraient avoir été formés loin du cratère, il y a très longtemps.
Si la vie a pu exister (sous forme microbienne) sur Mars, elle s'est probablement formée dans ces régions où l'eau était abondante. Perseverance doit identifier à l'aide de ses instruments les sites intéressants et prélever des échantillons de sol qui devront être ramenés sur Terre dans le cadre d'une prochaine mission.

## Programmation des opérations sur le sol martien
L'astromobile n'est que partiellement autonome et le déroulement des opérations doit être établi quotidiennement par les équipes de techniciens et de scientifiques sur Terre.

### Contraintes
Le déroulement des opérations à la surface de Mars doit prendre en compte plusieurs contraintes qui complexifient et ralentissent l’enchaînement des opérations. Les principales contraintes sont : 
- L'éloignement de Mars qui ne permet pas à un « pilote humain » de commander les opérations du robot en temps réel.
- L'énergie limitée dont dispose Perseverance qui impose de séquencer soigneusement l'utilisation des équipements et des instruments scientifiques.
- Les obstacles naturels présents à la surface de Mars qui limitent la vitesse de déplacement pour ne pas risquer d'endommager ou de perdre un engin spatial qui a coûté plus de deux milliards de US$.
- Les communications entre la Terre et Mars qui ne peuvent être directes que si la face de Mars sur laquelle se situe l'astromobile est tournée vers la Terre. Si ce n'est pas le cas il faut passer par les orbiteurs ce qui nécessite que le site d'atterrissage soit survolé par l'un d'eux.
- La durée de l'analyse des résultats d'une journée d'activité de l'astromobile par les équipes au sol qui constitue une contrainte pour la programmation des activités du lendemain. L'astromobile est inactif la nuit pour recharger ses batteries. Pour programmer les activités de l'astromobile il faudrait que les résultats d'une journée soient analysés dans un délai très court et que la programmation des activités du lendemain soit transmise en tenant compte de ces données. Mais les périodes de jour sur Terre durant laquelle le support (techniciens et scientifiques) est actif ne sont pas toujours compatibles avec ce planning. Du fait de la différence entre la longueur du jour martien et ce décalage.
- Les températures très basses de Mars imposent l'utilisation de résistances chauffantes pour les actuateurs des parties mobiles de l'astromobile, les instruments scientifiques et les caméras qui consomment de l'énergie et imposent des délais pour faire effet.

#### Un robot semi-autonome par nécessité
Mars se trouve à une distance variable de la Terre. Un signal radio émis depuis Mars met entre 3 et 21 minutes pour parvenir jusqu'à la Terre. Toute interaction comprend un délai incompressible compris entre 6 et 42 minutes. Un facteur aggravant est que les communications ne sont pas toujours possibles : si la Terre n'est pas dans le champ de vue de l'astromobile, les communications directes sont impossibles. À certaines périodes de l'année, le Soleil s'interpose entre la Terre et Mars bloquant toute communication durant plusieurs jours. Il n'est donc pas possible de piloter en temps réel comme cela est fait pour les robots mobiles envoyés à la surface de la Lune (temps de latence de 1 seconde). Une fois par jour, un ensemble de commandes (déplacements, utilisation des instruments scientifiques, etc.) très précises est établi par les scientifiques et ingénieurs au sol et transmis à Perseverance. Ces instructions sont établies à partir des éléments transmis plusieurs fois par jour par le robot : images de navigation, résultats scientifiques, statut des équipements et instruments, etc. L'équipe au sol dispose d'un délai restreint de quelques heures pour analyser ces données et transmettre les instructions en conséquence.

#### Une quantité d'énergie disponible limitée
L'astromobile a besoin d'énergie pour faire fonctionner ses équipements et ses instruments, pour communiquer avec la Terre et pour que ses organes sensibles soient maintenus dans une plage de température acceptable. Cette énergie est fournie par un générateur thermoélectrique à radioisotope (MMRTG) qui produit en début de mission environ 2 000 W thermiques qui permettent d'obtenir 120 W électriques. Cette puissance est indépendante de l'intensité du rayonnement reçu du Soleil et n'impose donc pas d'arrêter la mission durant la nuit ou pendant l'hiver martien. Pour faire face aux pointes de consommation l'énergie électrique produite est stockée dans deux batteries rechargeables au lithium ion ayant chacune une capacité de 42 Ah et pouvant stocker en tout un peu moins de 3 000 watts-heures. Ces valeurs sont à mettre en regard de la consommation : le fonctionnement de l'ordinateur embarqué tout seul dépasse la puissance fournie par le MMRTG tandis que les instruments scientifiques consomment en tout 900 watts soit environ huit fois la capacité de production de la source d'énergie utilisée. Cette contrainte impose de mettre en sommeil l'astromobile pratiquement chaque nuit pour recharger les batteries qui permettront de faire face à cette consommation et d'organiser très finement l'utilisation des équipements, les vacations de télécommunications très énergivores, etc. Ce séquencement allonge de manière notable le déroulement des opérations.

#### Limites de la navigation autonome
Durant sa mission sur le sol martien Perseverance doit se déplacer pour aller d'un site nécessitant une investigation scientifique poussée à un autre. Entre deux sites le trajet ne nécessite théoriquement aucune intervention humaine puisqu'il s'agit uniquement de faire progresser l'astromobile. Mais la surface de Mars présente des risques pour un engin mobile : terrain sableux pouvant provoquer un enlisement, pente forte pouvant faire verser le véhicule, roche isolée pouvant bloquer complètement le véhicule ou l'endommager. Pour élaborer les instructions transmises à l'astromobile, les techniciens disposent d'images du terrain qui leur permettent d'identifier les obstacles et de programmer une trajectoire précise. Mais au-delà de 50 mètres de distance (souvent moins), ils ne disposent pas de suffisamment d'informations. La distance entre deux sites est variable mais peut être importante (plusieurs kilomètres) et il faut que l'astromobile puisse progresser rapidement sur le terrain pour qu'il parvienne à remplir ses objectifs dans le temps limité dont il dispose. Les ingénieurs du JPL ont développé un logiciel installé sur l'ordinateur de l'astromobile, baptise Autonav, qui permet à celui-ci de calculer sans intervention humaine une trajectoire sans risques en analysant les images prises par ses caméras. Ce logiciel installé pour la première fois sur les astromobiles MER a été amélioré à chaque nouvelle génération de véhicule : Curiosity puis Perseverance. Ainsi ce dernier peut parcourir sans instructions de la Terre en moyenne entre 150 mètres et 200 mètres par jour contre 80 mètres pour Curiosity. Les progrès ont été obtenus notamment grâce à des capacités de calcul plus poussées (un microprocesseur RAD750 et un FPGA dédié à cette fonction), le recours à des images prises par une caméra disposant d'un objectif grand angle, une meilleure mesure du patinage et un algorithme de calcul des trajectoires possibles plus poussé. Grâce à un temps de calcul fortement accéléré l'astromobile peut parcourir un mètre en 30 secondes contre 247 secondes pour Curiosity,.

#### Contraintes thermiques

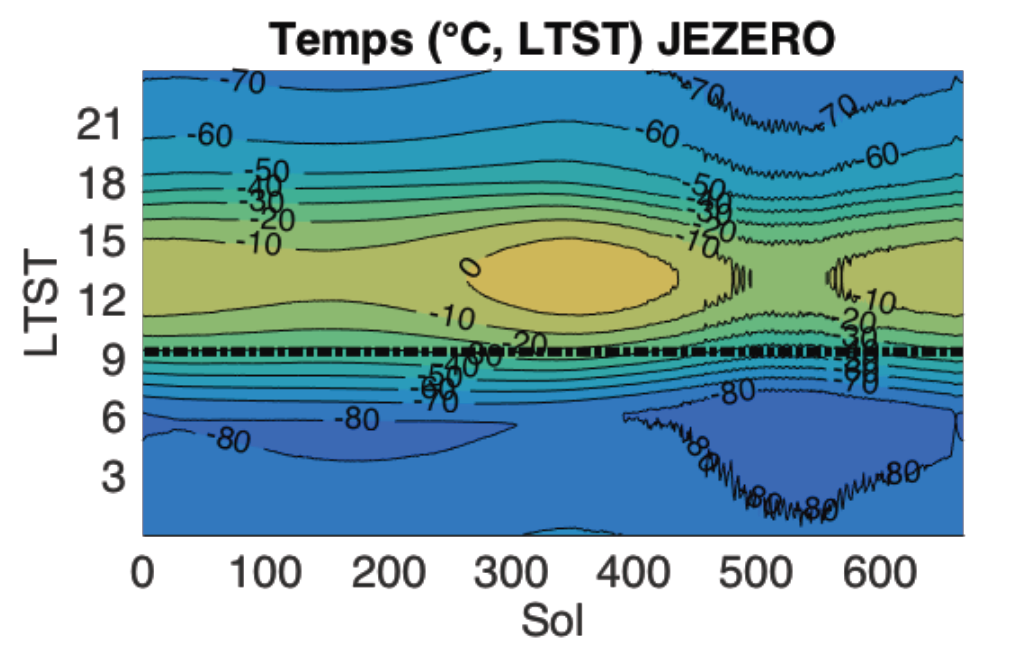
Température au sol dans le cratère Jezero en fonction de l'heure de la journée (en ordonnée) et de la saison (en jours martiens : 1 année martienne = 668 sols).

Mars est un monde froid : la nuit la température descend jusqu'à −100 °C en hiver et −80 °C en été. En journée la température atteint un pic qui dépasse 40 °C en été. Beaucoup d'équipements situés en général dans le châssis et certains instruments scientifiques (SHERLOC, PIXL) doivent être maintenus en permanence à une température minimale (température de survie) qui est généralement de −40 °C. Le plus sensible est la batterie qui doit être maintenue à une température comprise entre −20 et 30 °C. D'autres équipements — les caméras ainsi que les 32 actionneurs qui mettent en mouvement les roues, l'antenne grand gain, les parties mobiles du bras et du système de stockage des carottes de sol — doivent, pour pouvoir fonctionner, être à une température minimum qui est par exemple pour le bras de −55 °C. Les équipements situés dans le châssis sont maintenus au-dessus de leur température de survie grâce à la chaleur produite par le MMRTG qui est véhiculée dans un caloduc. Pour les équipements hors de portée de ces caloducs (actionneurs, caméras, instruments) ce sont 66 résistances chauffantes de puissance variable (de 5 à 10 watts) qui sont chargées de les porter à leur température de fonctionnement lorsque cela est nécessaire (en été certains équipements sont portés à leur température de fonctionnement grâce à l'ensoleillement dès le matin). La mise en température peut prendre jusqu'à 4 heures (bras) et consommer plusieurs centaines de watts-heures (bras entre 474 à 596 watts-heures en fonction de la vitesse du vent)

### Planification quotidienne des opérations
Les opérations sur Mars sont planifiées de manière quotidienne en prenant en compte les résultats obtenus les jours précédents, l'environnement de l'astromobile déduit des images et des données collectées, les objectifs à réaliser et les différentes contraintes (énergie disponible, saison, etc.). Ces travaux de préparation sont menés conjointement par les différentes scientifiques et les équipes d'ingénieurs et techniciens qui intègrent ces besoins dans le plan de charge des jours suivants en prenant en compte les différentes contraintes. Une journée type se déroule de la manière suivante :
- Les activités de l'astromobile débutent avec le lever du jour sur Mars.
- Le fichier des commandes à exécuter préparé la veille est transmis depuis la Terre directement à l'astromobile.
- L'astromobile exécute les opérations programmées.
- Au cours de l'après-midi une partie des données collectées sont transmises à un des orbiteurs lors du survol du site d'atterrissage. Les données à transmettre sont déterminées par un ordre de priorité. Les données sont enregistrées par l'orbiteur puis transmises vers la Terre lorsque celle-ci est en vue.
- Lorsque la nuit tombe, l'astromobile peut continuer à réaliser certaines opérations mais il doit se mettre en veille au moins durant une partie de la nuit pour recharger ses batteries.
- Très tôt le matin l'astromobile se réveille pour transmettre des données non transmises la veille à un orbiteur.

De son côté, pour préparer les opérations du jour, l'équipe au sol doit commencer par analyser les données transmises la veille en fin de journée par l'astromobile. Grâce à celles-ci elle s'assure que l'astromobile fonctionne normalement, étudie l'avancement et les résultats obtenus et programme les instructions du jour suivant en tenant compte des objectifs scientifiques fixés et des contraintes qui sont formulées par les ingénieurs. Les nouvelles instructions sont codées puis transmises directement à l'astromobile. Au début des opérations sur Mars l'équipe au sol vit à l'heure martienne pour optimiser l'enchaînement des opérations : les données sont analysées et les nouvelles instructions sont transmises durant la nuit martienne. Ce mode de fonctionnement impose un décalage de 40 minutes des heures de veille du fait de la longueur du jour martien. Ce rythme épuisant n'est maintenu que durant les 90 premiers jours.

## L'atterrissage (18 février 2021)
L'astromobile Perseverance s'est posé dans le cratère Jezero le 18 février 2021 à 20 h 44 UTC, après avoir parcouru 472 millions de kilomètres depuis la Terre en 203 jours. Toutes les étapes de l'atterrissage de Perseverance sur le sol de Mars ont été filmées ou photographiées par des caméras embarquées et fournissent d'emblée une première manne d'informations bien plus importante que celle produite par l'astromobile Curiosity en 2012 : éjection du bouclier supérieur et déploiement du parachute, éjection et retombée du bouclier thermique inférieur, poussière soulevée par les huit réacteurs du skycrane, treuillage de l'astromobile par celui-ci en vol stationnaire jusqu'au sol et ascension du skycrane. Les capteurs MEDLI2 installés principalement sur le bouclier thermique et chargés de mesurer la pression, la température et les flux thermiques montrent un comportement nominal de la sonde spatiale durant sa rentrée atmosphérique. Les données collectées fournissent des informations sur l'atmosphère martienne et permettront de déterminer de quelle marge disposent les futures missions qui utiliseront une capsule aux caractéristiques identiques.
L'astromobile s'est posé à 1,2 kilomètre au sud-est du centre de l'ellipse délimitant la zone d'atterrissage prévue par la NASA, donc très près du point visé. Perseverance se trouve sur un terrain quasiment plat (pente de 1,2 degré). Baptisé officieusement Octavia Butler , par la NASA, le site se trouve à l'intérieur du cratère Jezero à une dizaine de kilomètres de ses parois. L'astromobile est séparée par une faible ondulation de terrain des dépôts formés par les sédiments de l'ancien delta dont l'étude constitue l'objectif principal de la mission. Le dépôt principal qui se trouve à environ 3 kilomètres a été formé par un cours d'eau qui coulait autrefois dans le chenal Neretva Vallis. Une autre formation remarquable est le cratère Belva, large d'un peu plus d'un kilomètre, situé au centre du delta (voir carte).
Pour nommer les lieux remarquables que traversera l'astromobile, la NASA a divisé la région en zones carrées auxquelles ont été attribués les noms de parcs nationaux situés dans les pays ayant contribué à la mission (Etats-Unis, France, Norvège, Espagne et Italie) et présentant des caractéristiques géologiques similaires. De même, les roches et les formations les plus notables qui seront étudiées dans ces zones prendront le nom d'un endroit situé dans le parc servant de référence.

Atterrissage de Perseverance
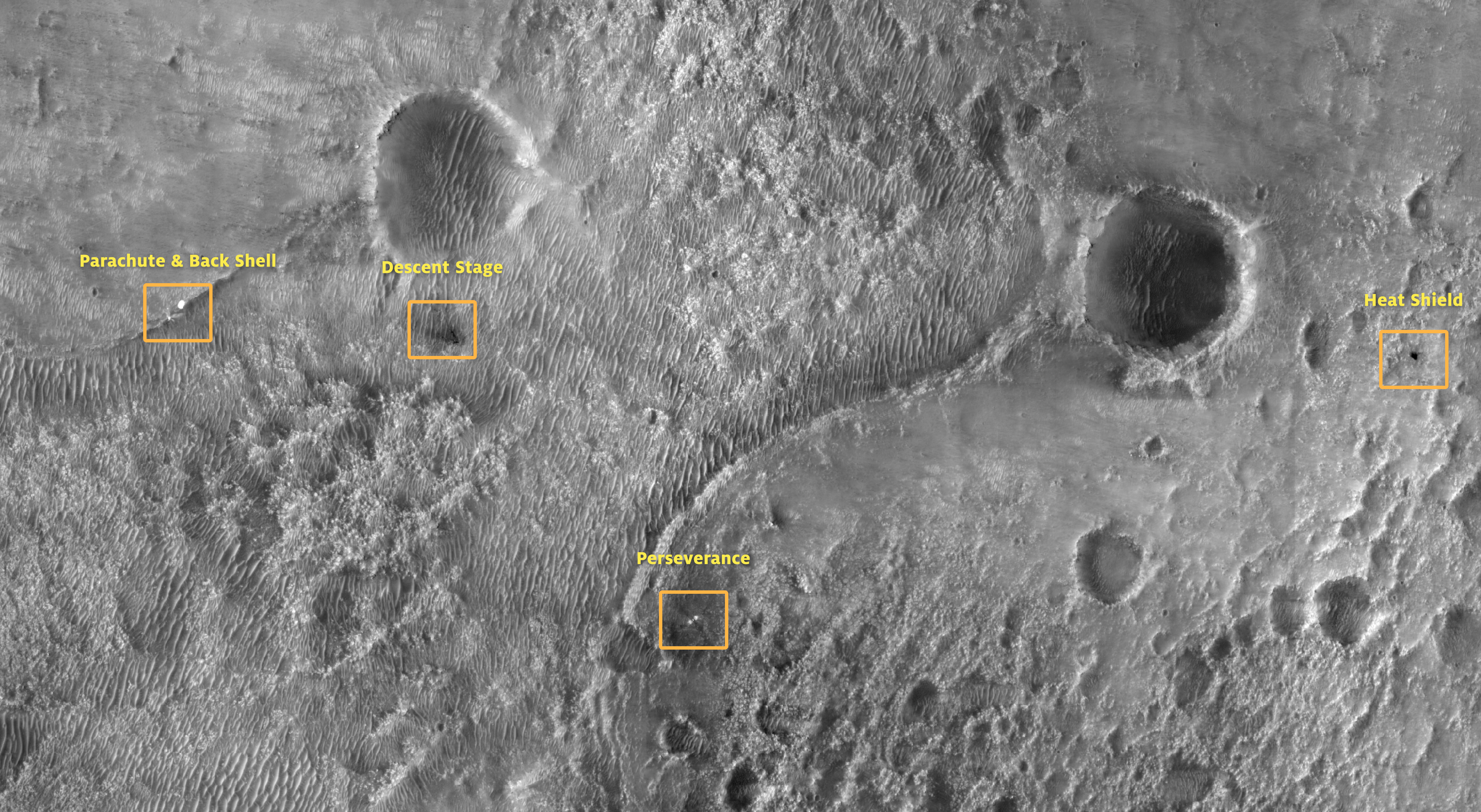
Sur cette photo, également prise par le satellite MRO, on peut distinguer les points de chute des différents composants de la sonde spatiale sur le sol martien : de gauche à droite le parachute et le bouclier thermique arrière, le point d'impact du skycrane, le rover Perseverance et le point d'impact du bouclier thermique avant.
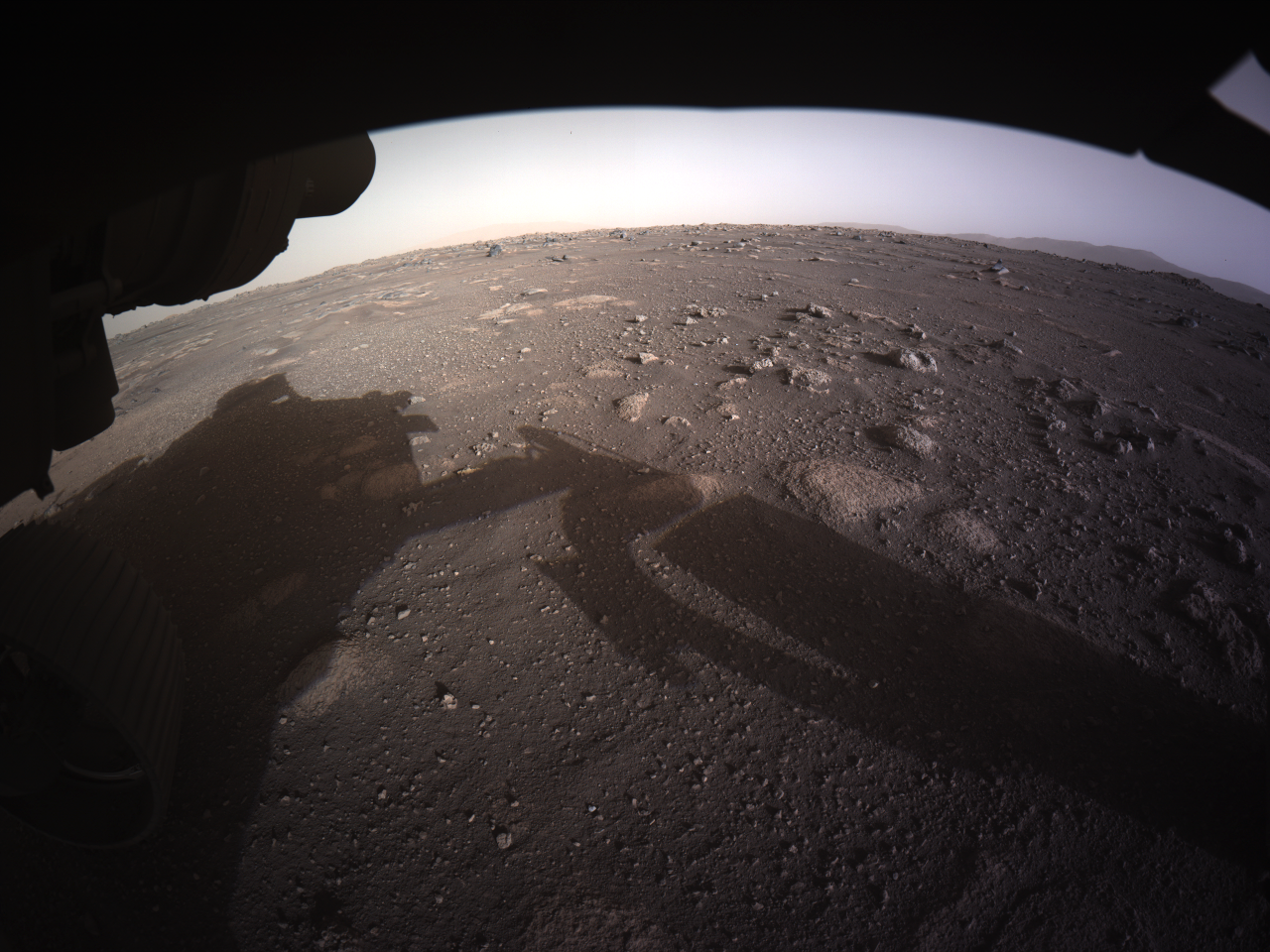
La première photo en couleurs. Le soleil étant assez bas, on aperçoit nettement l'ombre de l'astromobile.

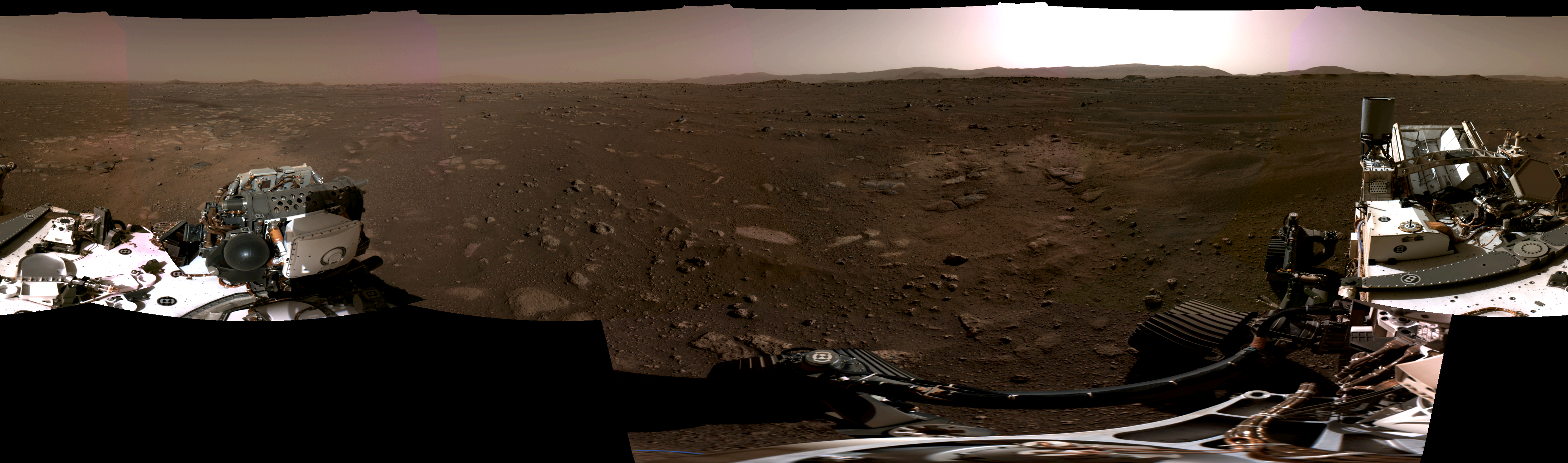
Premier panorama, pris depuis le site d'atterrissage par les caméras Navcams situées en haut du mât.

| La mission primaire a une durée d'une année martienne soit environ deux années terrestres (précisément 687 jours terrestres). Elle sera sans aucun doute prolongée comme l'ont été toutes les missions martiennes précédentes. Le déroulement prévu des opérations durant la mission primaire comprend trois phases : - La vérification des systèmes et le déploiement des équipements (deux mois), - Le test et expérimentation de l'hélicoptère Ingenuity et du système de production d'oxygène MOXIE, - La mission scientifique proprement dite. |

## Vérification des systèmes et déploiement des équipements (février/mars 2021)

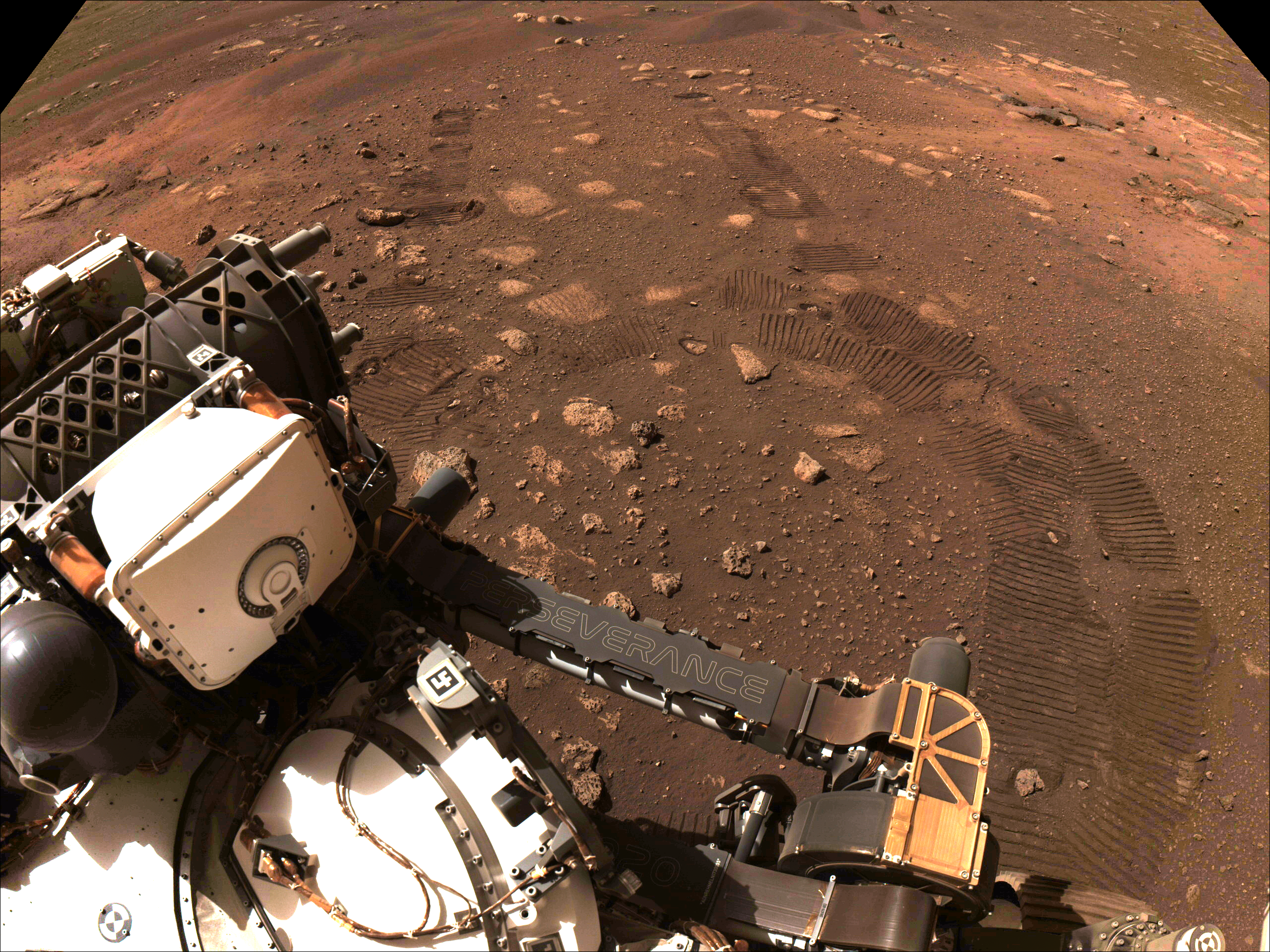
Premier test de mobilité le 4 mars.

Durant la première phase de la mission, qui débute immédiatement après l'atterrissage, les équipements de l'astromobile qui étaient en position repliée pour les protéger ou pour des raisons d'encombrement sont déployés puis leur fonctionnement est vérifié tandis que les instruments scientifiques sont testés et étalonnés, :
Une fois la poussière soulevée par l'atterrissage retombée, les premières images en noir et blanc du site d'atterrissage sont transmises (18 février). Le mat et l'antenne grand gain sont déployés (20 février), ce qui permet la transmission d'images du site d'atterrissage et du pont supérieur de l'astromobile en couleur et haute définition. Des mises à jour des logiciels installés dans les ordinateurs de l'astromobile sont transmises depuis la Terre et installées (26 février 2021).
Les capteurs de la station météorologique MEDA (anémomètres) sont déployés fin février puis le fonctionnement des instruments RIMFAX (en), MEDA (en) MOXIE est vérifié. Le bras robotique est déployé et sa mobilité est vérifiée. Le 4 mars, l'astromobile effectue son premier déplacement, d'environ 6,5 mètres (4 mètres en marche avant et 2,5 mètres en marche arrière, tout en utilisant la direction pour tourner),. Au cours des premiers jours de mars, les cinq composants de l'instrument Supercam (caméra, spectromètres LIBS, Raman et infrarouge, microphones) sont testés avec succès, en utilisant pour les spectromètres les cibles d'étalonnage. Pour le microphone et le spectromètre Raman, il s'agit d'une première martienne.

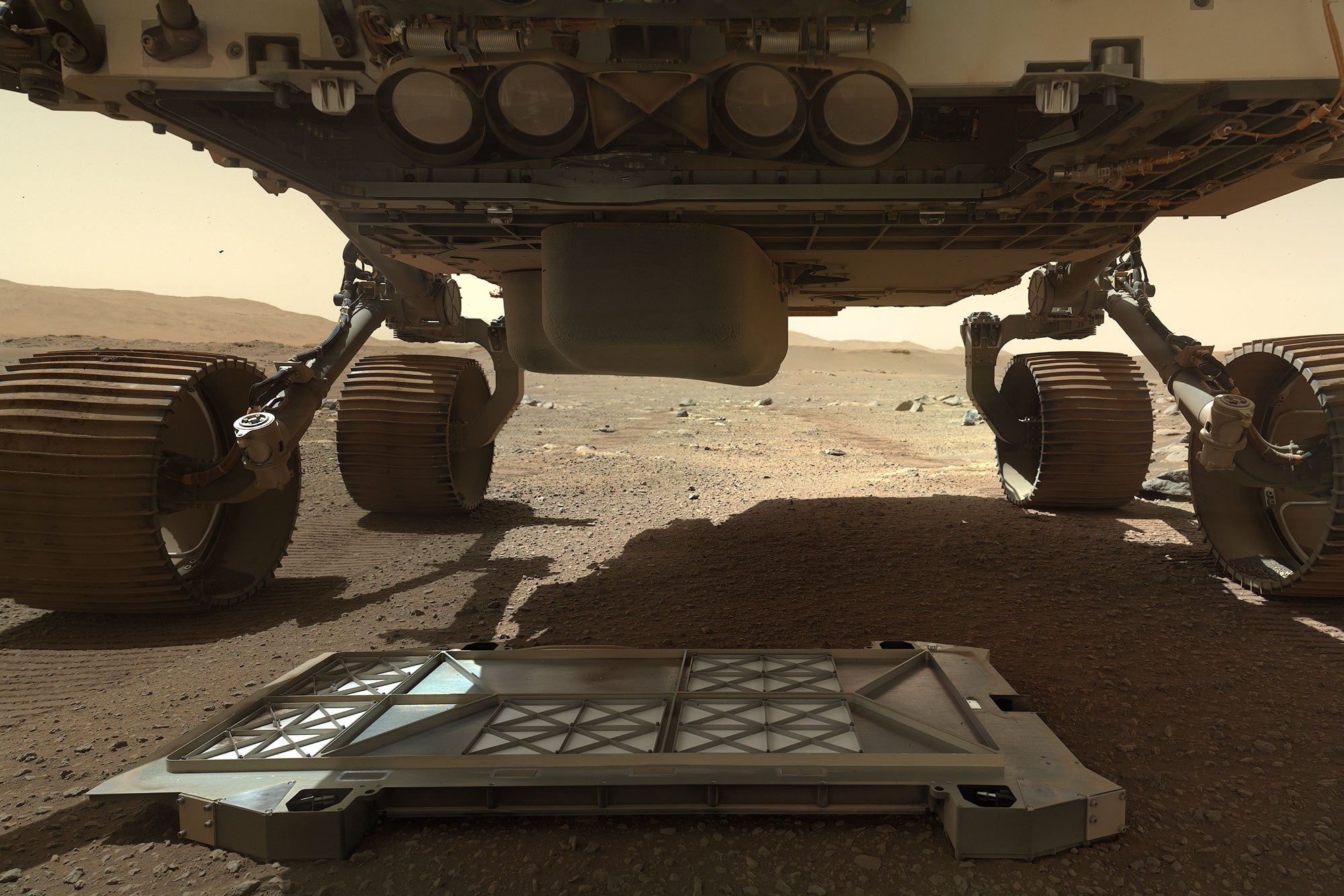
Le capot protégeant le système de manipulation des carottes de sol vient d'être éjecté.

Le son des déplacements de l'engin sur le sol est enregistré avec succès par les deux microphones embarqués. Durant cette phase, les spectromètres PIXL (en) et SHERLOC sont étalonnés en effectuant des prises d'images de cibles conçues à cet effet. Le capot protégeant le système de stockage des carottes est éjecté le 17 mars 2021, puis le bras mobile utilisé pour manipuler les tubes devant contenir les carottes de sol est déployé, et son fonctionnement est vérifié.

Premières images des alentours
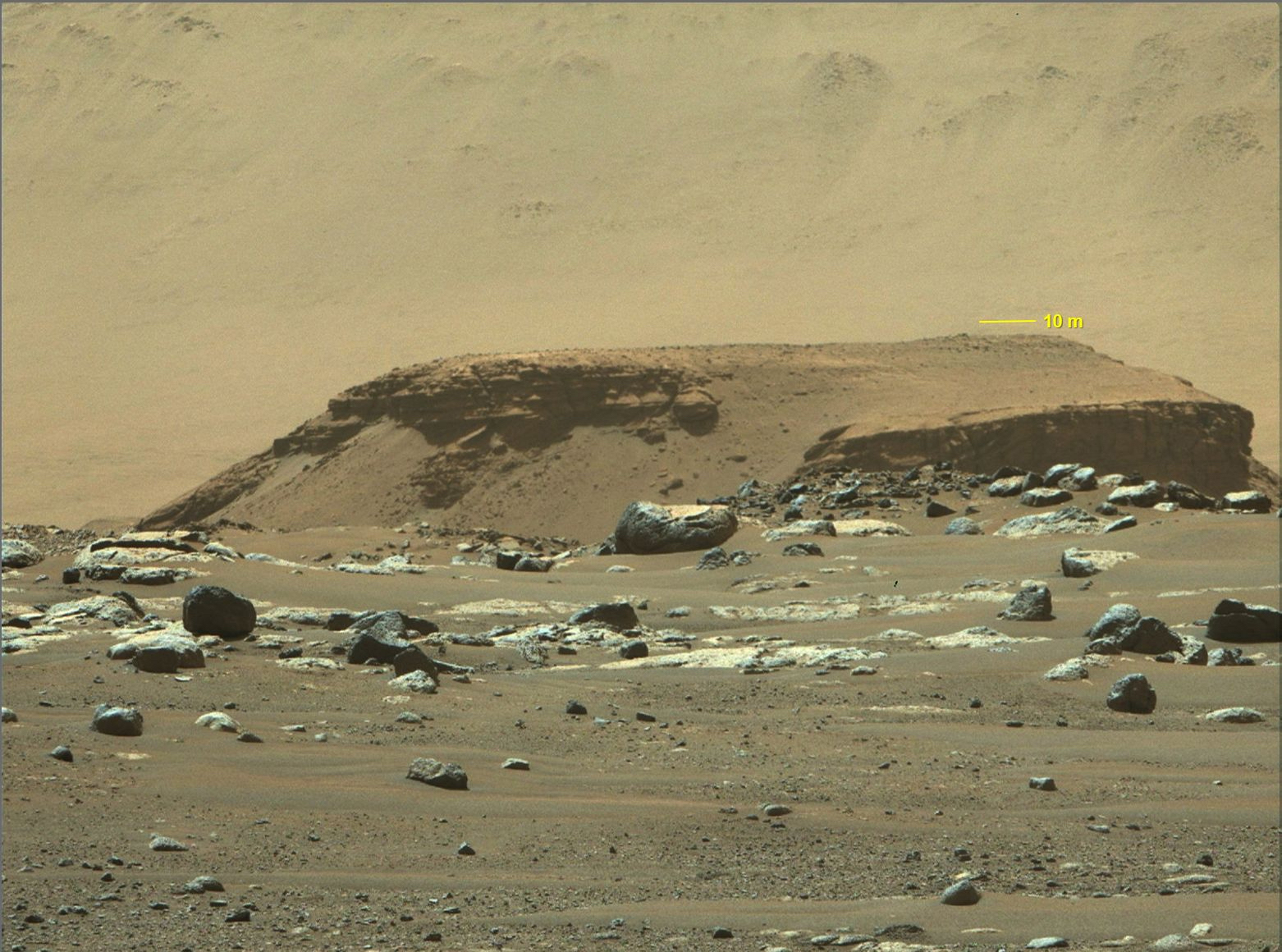
Cette butte est un vestige des sédiments déposés dans le delta du cours d'eau qui coulait autrefois dans le cratère Jézero.
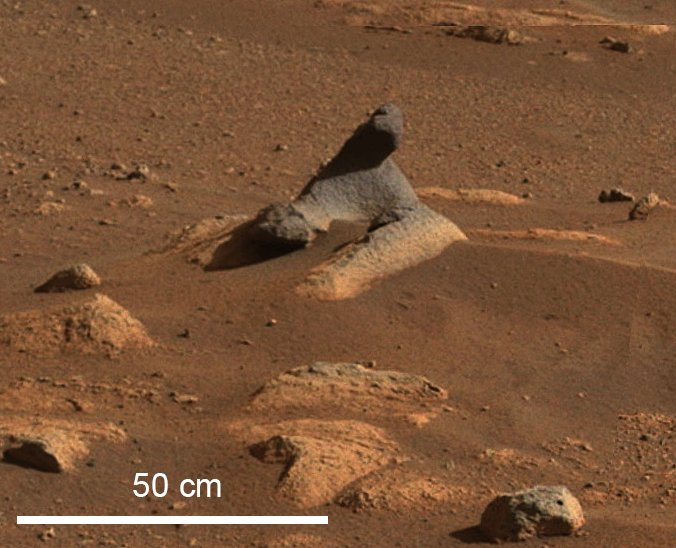
Ce rocher semble avoir été façonné par le vent.

### Déploiement de l'hélicoptèreIngenuity
À l'issue du premier mois, les principaux équipements et les instruments ont pu être mis en service. Au cours des différents tests l'astromobile a parcouru 100 mètres. Le déploiement de l'hélicoptère Ingenuity stocké sous le châssis et la recherche d'une zone propice aux tests de son fonctionnement peuvent débuter.
Immédiatement après l'atterrissage de Perseverance une vérification générale de l'hélicoptère a été effectuée et les batteries de celui-ci ont été chargées. Par la suite, au fil des déplacements effectués durant la première phase de la mission, des images des environs sont prises et une zone de dix mètres sur dix environ pouvant servir de zone d'atterrissage pour l'hélicoptère est recherchée. L'équipe projet a calculé que la probabilité de trouver un terrain convenable (quasiment plat, pas de roche de plus de 5 centimètres de haut) dans l'ellipse retenue pour l'atterrissage (7,6 × 6,6 kilomètres) était de 75 %. L'hélicoptère est alors déposé sur la zone d'atterrissage retenue (voir vidéo en annexe) : le cache qui le protège des débris à l'atterrissage est largué le 21 mars 2021, puis la séquence d'opérations permettant sa dépose est réalisée sur une période de 6 jours, chaque étape faisant l'objet de vérification sur Terre à l'aide d'images prises par la caméra WATSON. La première opération est la section des boulons et d'un câble par des dispositifs pyrotechniques ce qui permet à un petit moteur de faire pivoter l'hélicoptère toujours fixé au châssis de manière à le placer en position verticale et de déployer les quatre pieds du train d'atterrissage. Une fois pivoté dans sa position naturelle, l'hélicoptère, qui n'est plus tenu que par un boulon et une prise électrique, est largué sur le sol d'une hauteur de 13 centimètres. L'astromobile Perseverance s'écarte alors rapidement de 5 mètres de l'hélicoptère, ce qui permet aux cellules solaires fixées au-dessus des pales de maintenir la charge des six batteries d'Ingenuity. L'équipe au sol vérifie que l'hélicoptère est suffisamment éloigné de l'astromobile, qu'il repose sur ses quatre pieds et que la liaison radio entre l'hélicoptère et l'astromobile est opérationnelle,,.

Les différentes phases du déploiement de l'hélicoptère Ingenuity (21-30 mars 2021)
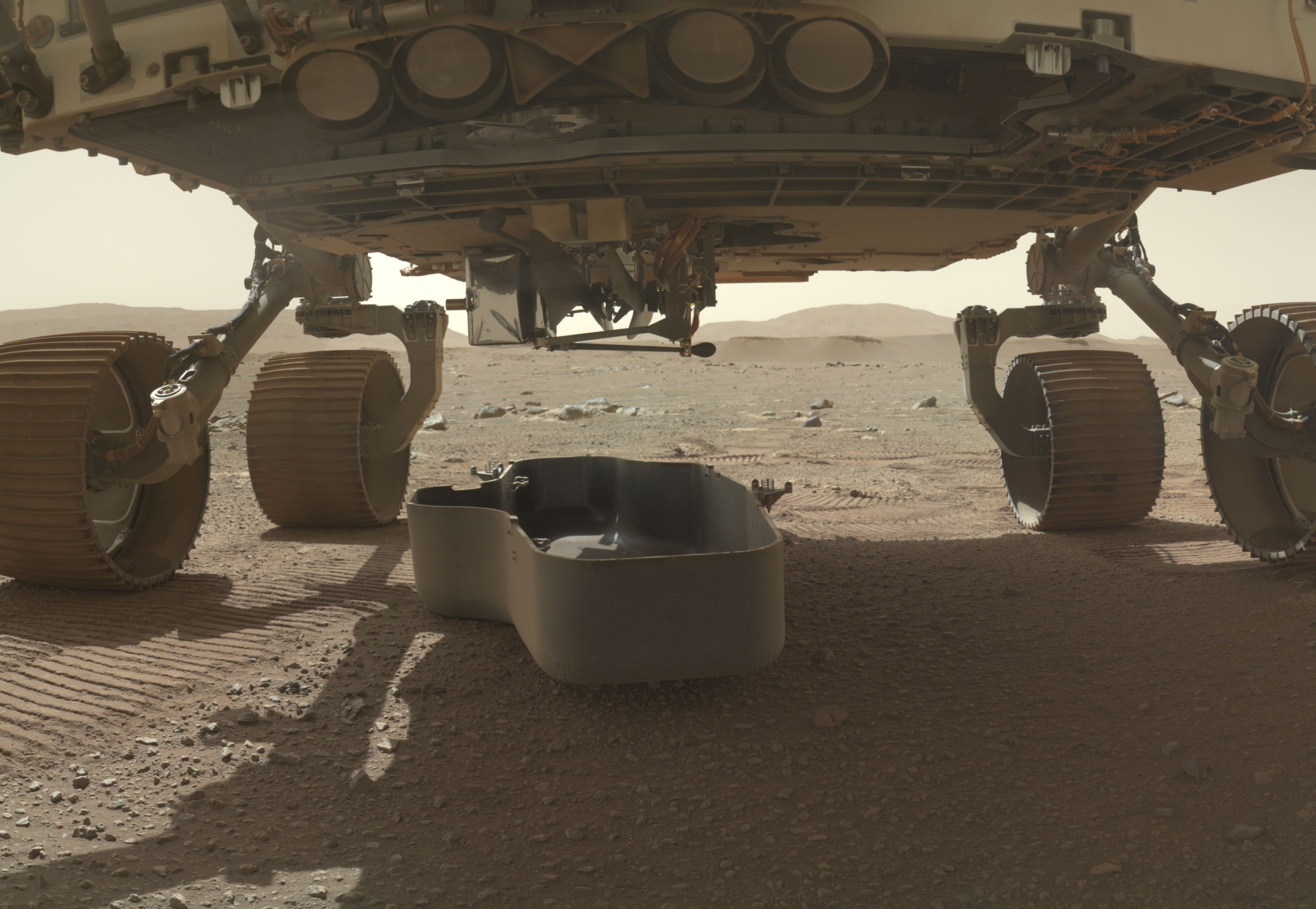
Sol 30 (21 mars) : éjection du capot protecteur
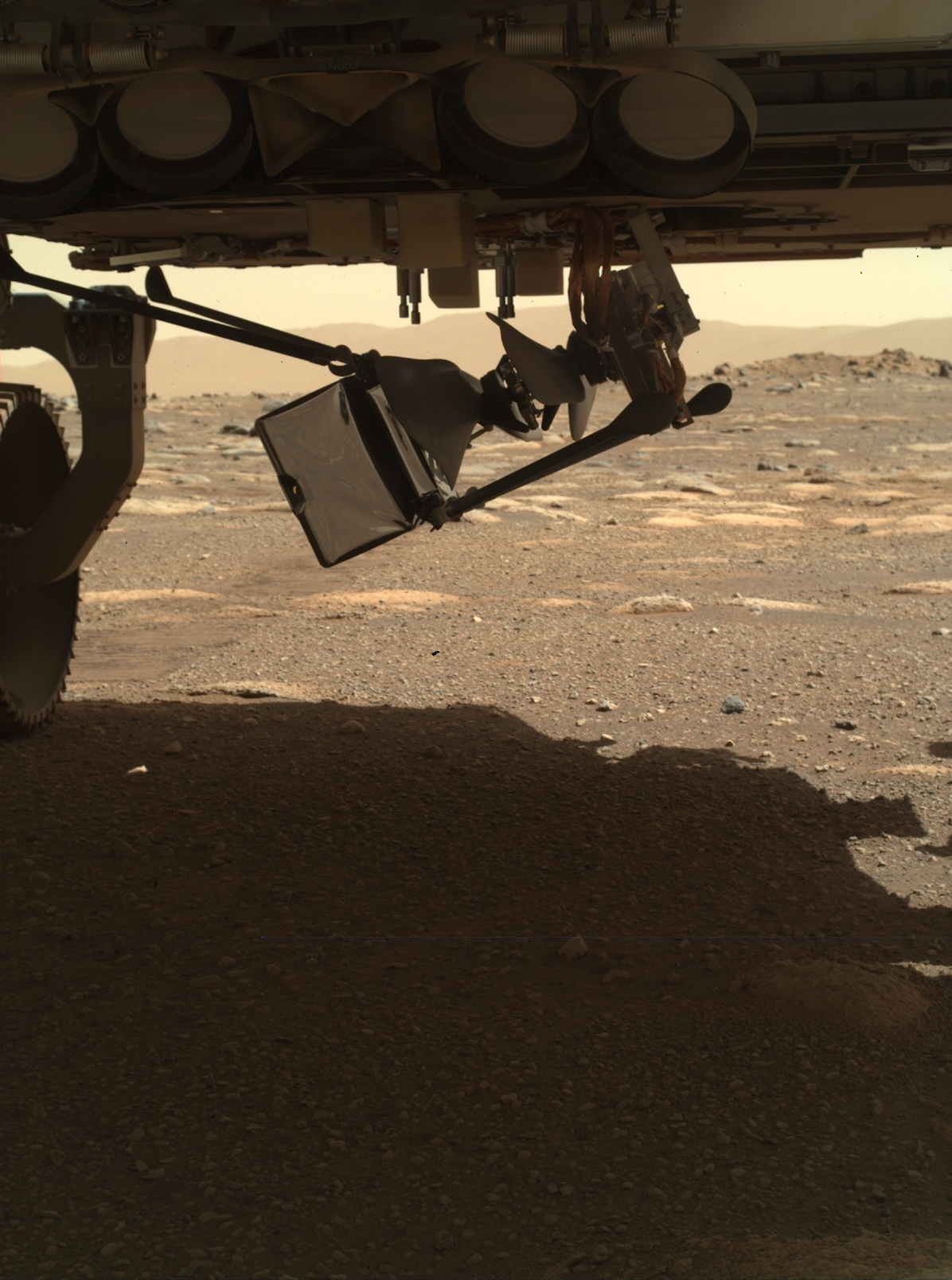
Sol 37
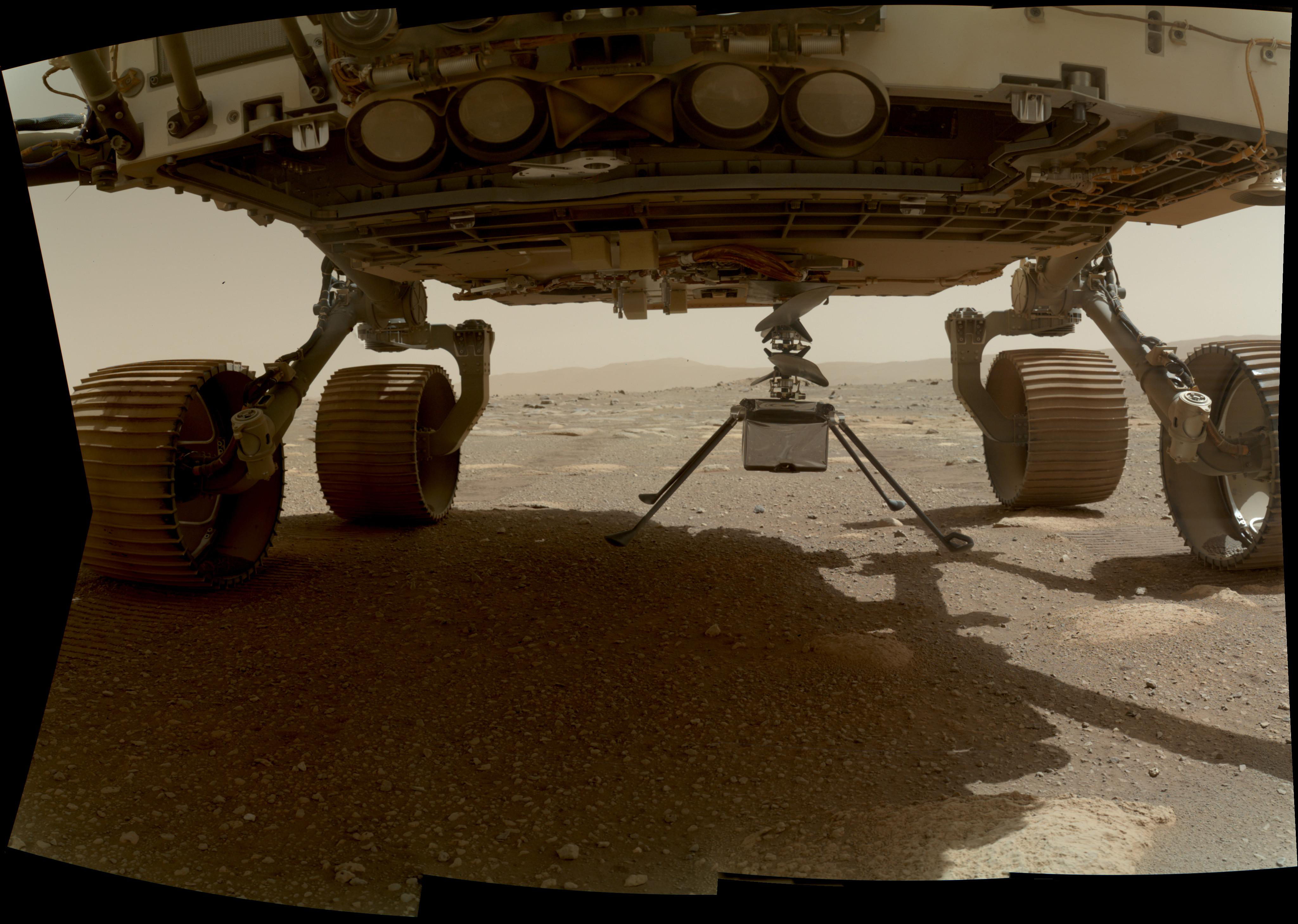
Sol 39

## Vols de l'hélicoptèreIngenuity

### Le système et ses contraintes
Ingenuity est un petit hélicoptère d'une masse de 1,8 kg développé par la NASA, qui est le premier engin de l'ère spatiale à effectuer un vol dans l'atmosphère d'une autre planète. Il ne joue aucun rôle opérationnel dans le cadre de la mission de Perseverance. L'objectif de ces vols est de tester les capacités d'un tel appareil dans le domaine de la reconnaissance optique du terrain. Un drone aérien dans l'atmosphère de Mars doit répondre à un triple défi : emporter une charge utile dans une atmosphère très ténue limitant fortement la portance, et en disposant d'une source d'énergie (cellules solaires + batteries) relativement massive, voler en toute sécurité alors que les délais de communication interdisent tout contrôle direct du vol par un opérateur humain (le signal radio mettra plus de 15 minutes à arriver sur Mars au moment des vols) et enfin résister aux températures extrêmes de la planète. La durée de la phase de tests est de 31 jours (30 jours martiens).

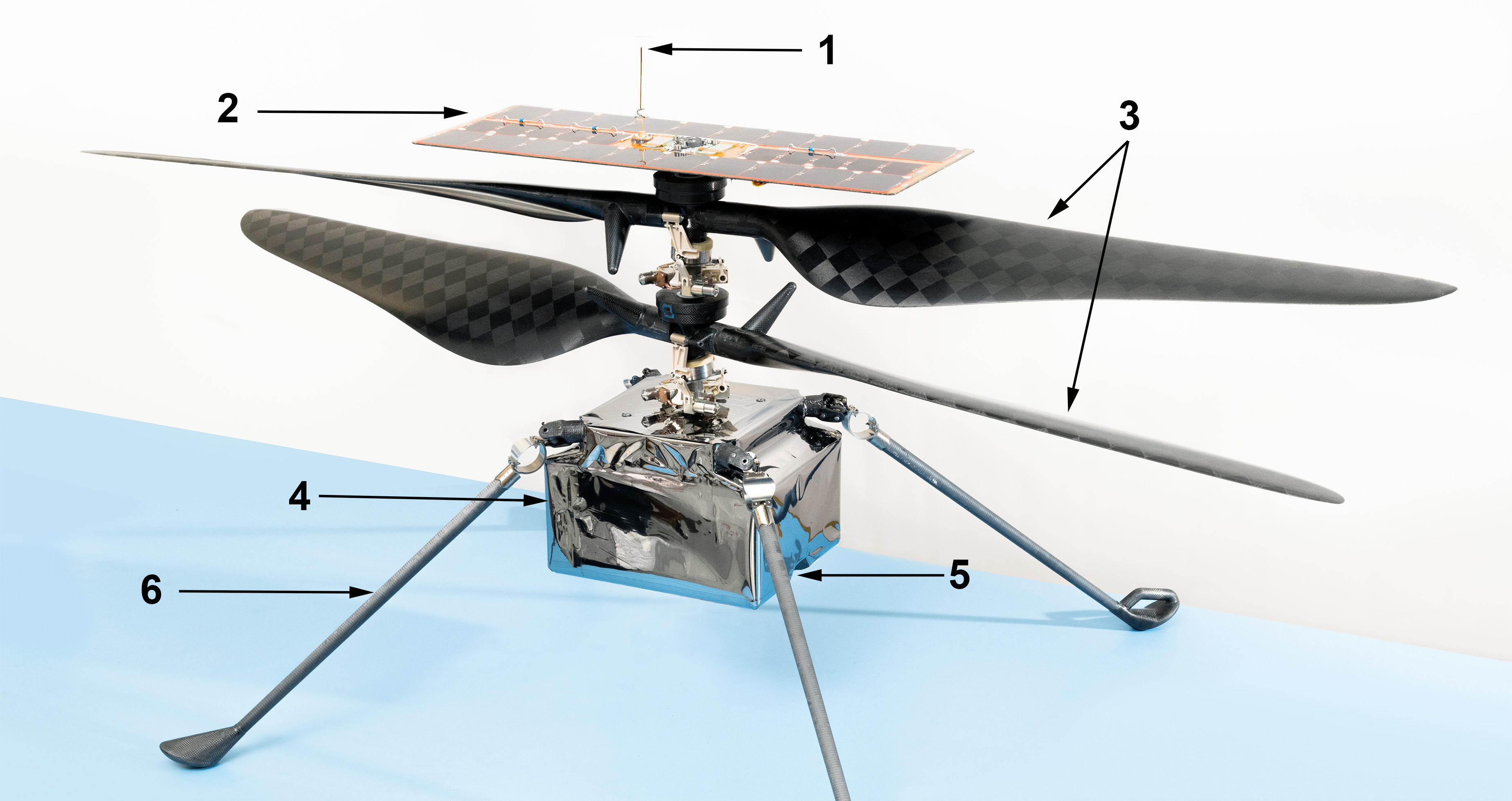
Schéma de l'hélicoptère martien. 1. Antenne de l'émetteur-récepteur radio bande UHF - 2. Cellules solaires fournissant l'énergie qui alimente la batterie -3. Rotors conçus pour pouvoir voler dans l'atmosphère ténue de Mars - 4. Fuselage isolé thermiquement contenant principalement les batteries, l'avionique et les processeurs - 5. Caméra couleur haute résolution permettant de réaliser des photos des sites survolés - 6. Pieds du train d'atterrissage souples.

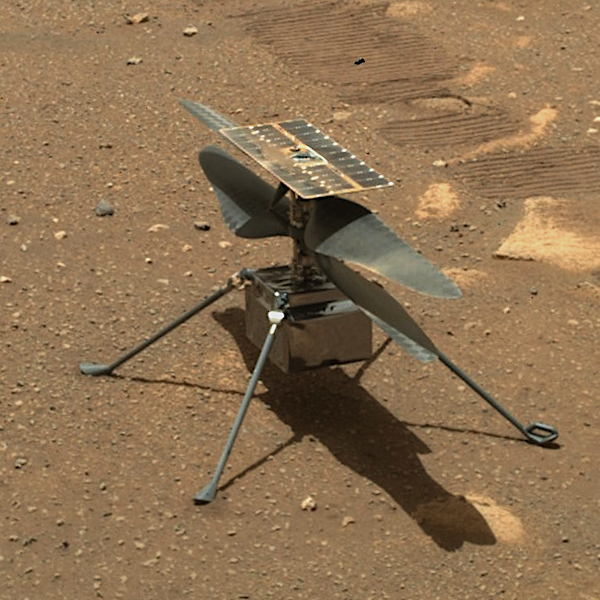
Ingenuity sur le sol de Mars avant son premier vol.

L'énergie est le principal facteur limitant les capacités de l'hélicoptère. L'énergie nécessaire pour la propulsion, le fonctionnement des capteurs (altimètre, caméras), les résistances chauffantes, l'avionique, les processeurs et le système de télécommunications est fournie par six accumulateurs lithium-ion d'une capacité de 36 watts-heures, qui ne permettent que 90 secondes de vol. la charge utile est constituée par une caméra qui prend des photos du terrain. L'hélicoptère dispose d'un système de guidage sophistiqué qui lui permet de voler de manière autonome en exploitant les données fournies par plusieurs capteurs : centrale à inertie, inclinomètre, altimètre laser, caméra de navigation.

### Premier vol d'essai (avril 2021)
Plusieurs tests statiques sont d'abord effectués. Pour le premier vol qui a lieu le 19 avril, l'astromobile s'éloigne de l'hélicoptère à une distance de sécurité (64 mètres). L'hélicoptère effectue d'abord une vérification de son système de guidage et teste le fonctionnement de ses pales. L'hélicoptère met alors en marche sa centrale à inertie qui détermine son orientation et ses vitesses de rotation autour des trois axes, ainsi que l'inclinomètre qui mesure son inclinaison par rapport à l'horizontale. Le pas des pales est positionné de manière que, dans un premier temps leur portance ne soit pas suffisante pour faire décoller l'hélicoptère, puis met en mouvement celles-ci jusqu'à ce que leur vitesse atteigne, au bout de 12 secondes, 2 537 tours par minute (vitesse considérée comme optimale pour le premier vol). Le pas des pales est alors modifié de manière que l'hélicoptère puisse décoller. L'hélicoptère s'élève à la verticale jusqu'à une hauteur de 3 mètres puis fait du surplace durant environ 30 secondes. Durant ce vol stationnaire, l'altimètre laser et la caméra de navigation alimentent l'ordinateur embarqué de manière que l'hélicoptère reste au centre de la zone de 10 × 10 mètres choisie pour ce test. Puis l'hélicoptère atterrit. Les données de vol, enregistrées à bord d'Ingenuity, sont transmises à l'astromobile, qui les retransmet à la Terre. Durant le vol Perseverance filme le vol à l'aide de ses caméras Navcam et Mastcam-Z tandis que Ingenuity a de son côté réalisé des photos en couleurs et d'autres en noir et blanc avec sa caméra de navigation. Toutes ces photos sont également transmises aux équipes au sol. Le vol, qui a duré 39 secondes, est un succès complet,.

### Essais suivants (avril/mai 2021)
Au cours du deuxième vol qui dure 51,9 secondes, l'hélicoptère teste avec succès plusieurs autres manœuvres. Il s'élève cette fois à 5 mètres et se déplace horizontalement de deux mètres, pivote sur lui-même en prenant plusieurs photos puis revient au-dessus de son point de départ avant de se poser. Avec le troisième vol qui a lieu le 25 avril en milieu de journée martienne (comme les vols précédents) l'hélicoptère s'éloigne pour la première fois de la verticale de son site de décollage. Après être monté à une altitude de 5 mètres il effectue une boucle en s'éloignant de 50 mètres puis vient se poser à son point de départ. Le vol a duré 80 secondes et l'hélicoptère a atteint une vitesse horizontale d'environ 7 km/h.
Le 4e vol d'Ingenuity, après une tentative infructueuse le 29 avril 2021, a lieu le lendemain et dure 117 secondes. Comme pour les deux vols précédents, l'hélicoptère s'élève d'abord à une altitude de 5 mètres. Il prend ensuite la direction du sud et parcourt une distance de 133 mètres avant de revenir se poser à son point de départ. Un nombre record d'images a été capturé, environ 60 au total pendant les 50 derniers mètres avant que l'hélicoptère ne fasse demi-tour. Le son produit par l'hélicoptère en vol a été enregistré par le microphone équipant l'instrument Supercam de Perseverance. Le son est très faible du fait de sa mauvaise propagation dans l'atmosphère martienne très ténue (1 % à peine de celle de l'atmosphère terrestre) et composée différemment (96 % CO2). Pour obtenir un rapport signal/bruit audible alors que l'hélicoptère se trouve à plus de 80 mètres du microphone les ingénieurs de la NASA ont dû amplifier le signal sonore et soustraire le bruit de fond des rafales de vent pour obtenir un rapport signal/bruit audible,.
Durant le cinquième vol qui a eu lieu le 7 mai 2021, Ingenuity monte à une altitude de 10 m et parcourt une distance horizontale de 129 m à la vitesse de 3,5 m/s (un peu plus de 12 km/h). Le vol dure 108 secondes et pour la première fois l'hélicoptère ne revient pas à sa base de départ mais se pose sur un nouveau site d'atterrissage. Ce cinquième vol marque la fin de la phase de démonstration technologique de l'engin.

Le 13e vol de Ingenuity filmé par la caméra Mastcam-Z de l'astromobile positionné à 300 mètres de distance (5 septembre 2021).

### Vols opérationnels (à compter demai 2021)

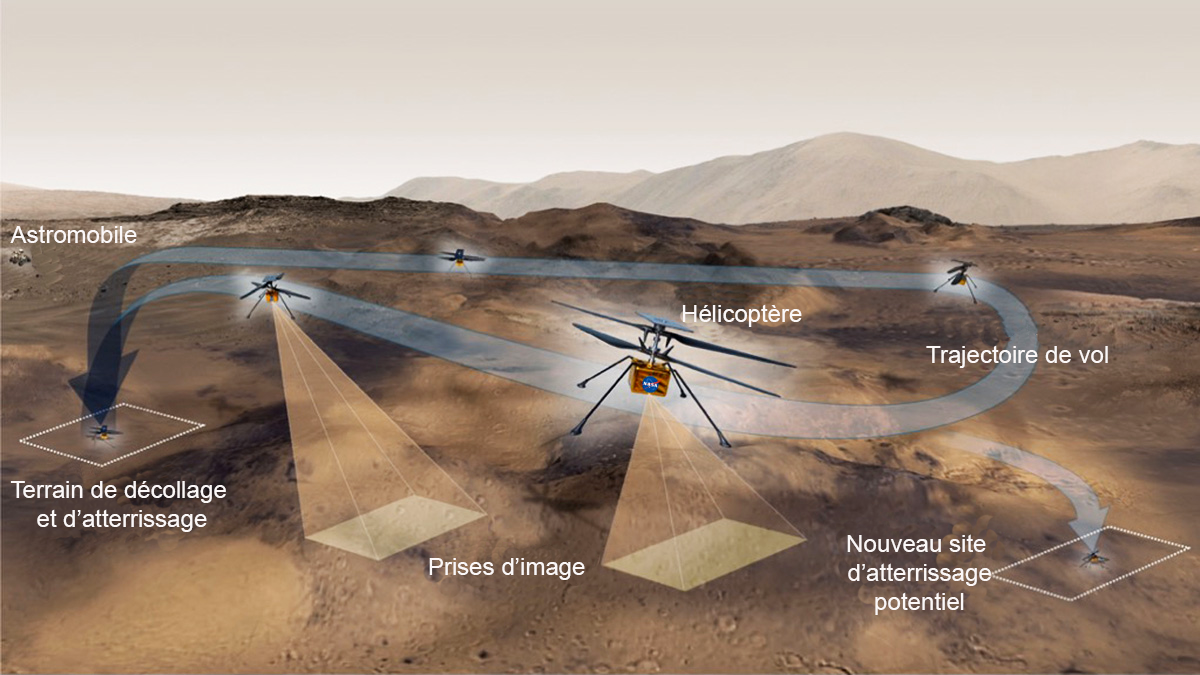
Schéma du déroulement des vols d'Ingenuity à la surface de Mars.

Selon les plans initiaux de la NASA, Ingenuity ne devait être utilisé que pour des vols de démonstration. Mais à la suite des résultats très satisfaisants obtenus au cours des trois premiers vols, la NASA décide d'utiliser l'hélicoptère de manière opérationnelle à compter du sixième vol et de prolonger dans un premier temps l'utilisation de l'hélicoptère de trente jours en renouvelant cette extension en fonction des résultats obtenus. Pour alléger la charge induite pour l'astromobile, celle-ci ne sera plus astreinte à photographier les phases de vol. Le nouveau rôle d'Ingenuity est d'effectuer des vols de reconnaissance au-dessus des prochains sites étudiés par Perseverance afin de déterminer la meilleure trajectoire et d'identifier d'éventuels lieux remarquables. La cadence des vols doit être ralentie avec un vol toutes les deux à trois semaines jusqu'à la fin du mois d'août 2021. La durée de vie de l'hélicoptère pourrait être limitée par les nuits très froides à la surface de Mars (−90 °C) et par les cycles de gel-dégel qui finiront par endommager les composants électroniques les plus critiques de l'engin.
Le tout premier vol de la phase opérationnelle (et sixième vol au total) réalisé par Ingenuity le 22 mai 2021 est un succès partiel. En raison d'une défaillance technique, Ingenuity a dû se poser cinq mètres avant le site d'atterrissage prévu. L'origine du problème (logiciel) est corrigée ultérieurement grâce au téléchargement d'une nouvelle version du programme de navigation.
À la date du 19 février 2023, l'hélicoptère a effectué 43 vols opérationnels et parcourus 8,8 kilomètres (pour un temps de vol total de 72,4 minutes). Les objectifs initiaux — réaliser cinq vols sur une période de trente jours — sont largement dépassés. L'hélicoptère est désormais utilisé pour jouer le rôle d'éclaireur pour l'astromobile Perseverance en prenant des photos de terrains que celui-ci doit traverser pour identifier la trajectoire la moins périlleuse et évaluer l'intérêt scientifique des zones situées sur le trajet. Au plus fort de l'hiver, en mai 2022, les tempêtes de poussière, qui réduisent l'efficacité des cellules solaires, imposent un arrêt prolongé de deux mois des activités de l'hélicoptère,,. À compter d'août 2022, l'hélicoptère peut reprendre ses vols mais ceux-ci sont courts car le ciel manque toujours de limpidité, ce qui limite l'autonomie. L'hélicoptère ne retrouve ses capacités que fin janvier 2023.

## Production d'oxygène par MOXIE: premier test (avril 2021)

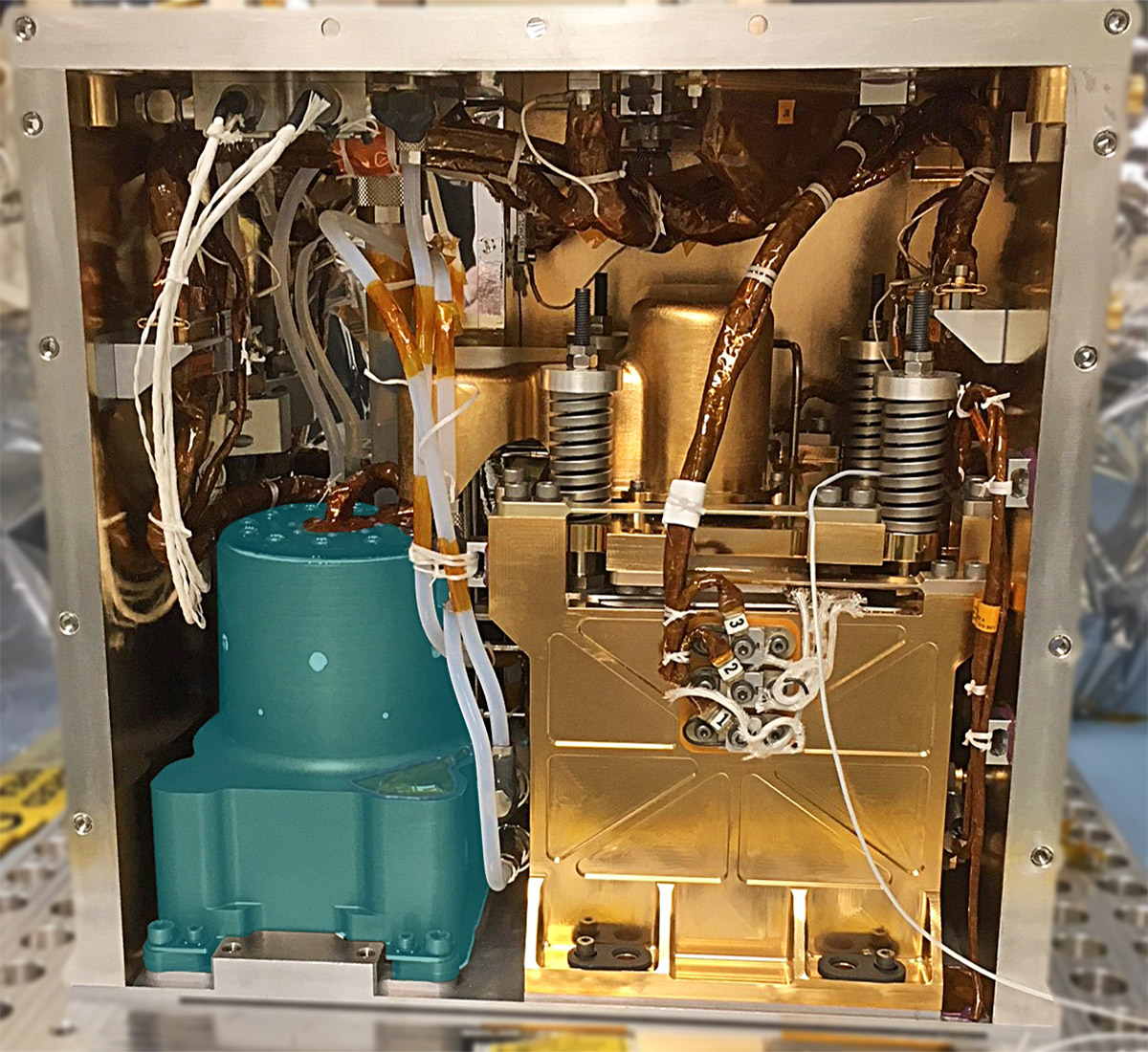
Vue interne de MOXIE : à gauche le compresseur qui porte la pression des gaz de l'atmosphère à un bar, à droite le module SOXE qui « casse » la molécule de dioxyde de carbone pour produire de l'oxygène.

L'astromobile Perseverance réalise avec succès le 20 avril une deuxième expérience technologique destinée à préparer un équipement opérationnel pour de futures missions martiennes : MOXIE (en anglais : Mars OXygen ISRU Experiment). Il s'agit d'un équipement expérimental conçu pour produire de l'oxygène à partir du dioxyde de carbone composant principal (96 % en volume) de l'atmosphère martienne. Ce type d'équipement, s'il devient opérationnel, permettra de réduire fortement la masse d'oxygène à emporter par les missions martiennes en produisant sur place l'oxygène à partir des ressources locales. L'oxygène produit serait utilisé comme ergol (oxydant) pour la fusée chargée de ramener les hommes sur Terre et permettra de reconstituer les réserves utilisées par les astronautes martiens pour respirer et produire de l'eau. Dans le cas d'une mission comprenant un équipage de quatre astronautes séjournant un an à la surface de Mars, un équipement analogue à MOXIE mais beaucoup plus massif (une tonne) permettrait de produire les 26 tonnes nécessaires pour les besoins à la fois des astronautes et de la fusée chargée de ramener ces hommes sur Terre. Durant le test réalisé le 20 avril, 5,4 grammes d'oxygène (10 minutes de consommation d'un astronaute) sont produits en deux heures par MOXIE (l'appareil nécessite une longue période de pré-chauffage car le processus nécessite une température de 800 °C pour fonctionner). Il est prévu que ce test soit répété sept fois au cours des deux années terrestres de la mission primaire pour vérifier la résistance de l'équipement aux conditions martiennes (poussières, températures, etc.),.

## Mission scientifique (à partir dejuin 2021)
La mission de recherche est gérée par l'équipe scientifique en tentant d'engranger la plus grande quantité possible de données dans le temps imparti tout en assurant une grande souplesse dans le déroulement des opérations afin de prendre en compte les découvertes réalisées. La phase d'exploration a été préparée longtemps à l'avance en utilisant les données (images, analyses spectrales) de la surface du cratère Jezero collectées par les instruments des sondes spatiales en orbite. Les scientifiques ont ainsi pu identifier les sites présentant un intérêt particulier notamment les affleurements rocheux nécessitant une étude plus détaillée. Une fois les premières données de ces sites obtenues au moyen des instruments embarqués, les scientifiques décideront de la nécessité de collecter d'autres données ou de prélever une carotte.
L'astromobile devrait couvrir plus de distance que les engins qui l'ont précédé sur le sol martien. Le processus de déplacement a été optimisé et automatisé afin de contourner de façon sûre et fiable les obstacles rocheux et les sites sableux dans lesquels il pourrait s'enliser. Perseverance devrait pouvoir parcourir en moyenne 200 mètres par jour martien alors que le record établi par Opportunity est de 214 mètres.

### Le scénario d'exploration du cratère Jezero défini avant l'atterrissage
Durant le processus de sélection du cratère Jezero comme destination de la mission, les scientifiques ont identifié de manière précise les parties du cratère qu'ils souhaitent étudier, en s'appuyant sur les données recueillies par les instruments des satellites en orbite martienne.
Le scénario d'exploration défini par les scientifiques comporte l'étude de quatre « régions d'intérêt » (en anglais : Region of Interest, ROI). Ces zones, d'environ un kilomètre de diamètre chacune, répondent à des objectifs majeurs de la mission. Dans chacune d'elles, l'astromobile mène plusieurs campagnes. Chaque campagne comprend l'étude approfondie d'une aire donnée et comprend le prélèvement d'échantillons du sol. Sur le trajet entre deux ROI, l'astromobile effectue des études moins exhaustives sur des points de cheminement (waypoints) présentant un intérêt scientifique plus réduit. À cette occasion, il peut cependant effectuer un carottage.
La durée prévue de la mission de Perseverance est de trois années martiennes (environ 6 années terrestres). La mission primaire, au cours de laquelle les principaux objectifs doivent être remplis, doit durer une année martienne. Pour pallier une éventuelle défaillance de l'astromobile au cours de sa mission il est prévu de déposer les tubes contenant les échantillons de sol à deux endroits : le premier dépôt est effectué à l'issue de la mission primaire près de la bordure interne du cratère tandis que le second est effectué à la fin de la mission. Pour que le dernier dépôt soit complet, deux carottes sont prélevées sur chaque site durant la mission primaire (une pour chaque dépôt)
Le scénario d'exploration détaillé du est le suivant,, :
- Pour atteindre rapidement la première unité géologique à étudier, Perseverance s'est posé dans le cratère Jezero, à environ trois kilomètres au sud-est de la base du delta formé par le cours d'eau qui coulait autrefois dans la vallée fluviale Neretva Vallis.
- L'astromobile se dirige tout d'abord vers le nord-ouest pour étudier une faille dans le sol volcanique qui doit permettre d'analyser sa composition (cendres, laves, grès ?) (waypoint 1b).
- Le deuxième site étudié se trouve au sud du précédent. Il comporte des carbonates au contact du sol volcanique. L'objectif est de les analyser et d'établir la relation qui peut exister avec les vestiges isolés du delta.
- La première région d'intérêt (ROI 1) est située à la base du delta, au nord du point précédent. La campagne qui est menée a pour objectif d'établir la stratigraphie des couches inférieures du delta et d'étudier la zone de contact entre les carbonates du plancher du cratère et les couches d'olivine/carbonate du delta.
- L'astromobile se dirige vers le sud-ouest et escalade le dépôt laissé par le delta. La deuxième région d'intérêt (ROI 2) est l'étude du paléoenvironnement des parties supérieures du delta. Les composants des dépôts d'une barre de méandre (carbonate, olivine, silicates) sont analysés, ainsi que leurs relations avec les couches supérieures contenant de l'argile.
- Perseverance se dirige ensuite vers le sud et étudie brièvement (waypoint 3) l'argile des dépôts situés dans un chenal.
- L'astromobile se dirige vers l'ouest afin d'étudier une troisième région d'intérêt (ROI 3), correspondant aux rives de l'ancien lac.
- Puis il fait route vers le nord et s'arrête à deux reprises (waypoints 4 et 5) pour déterminer si le carbonate présent fait partie des dépôts formés par l'ancien lac. Il recherche des biosignatures.
- L'astromobile repart enfin vers l'ouest puis, parvenu au sud du chenal Neretva Vallis qui traverse de part en part la paroi du cratère, il escalade le flanc intérieur du cratère, lequel domine de 600 mètres son plancher. Il atteint alors la région d'intérêt (ROI 4), où il tente cette fois de déceler les vestiges d'un environnement hydrothermal.

Deux scénarios sont envisagés pour la suite de la mission. Dans le premier scénario l'astromobile quitte le cratère pour étudier le bassin versant du cours d'eau ayant alimenté le lac via Neretva Vallis et produit les sédiments retrouvés dans le delta. Dans ce scénario un deuxième objectif serait d'échantillonner des sols du Noachien inférieur. Le deuxième scénario serait d'explorer et d'échantillonner la partie nord du cratère Jezero pour disposer d'échantillons différents des strates de carbonates et des dépôts produits par le cours d'eau et le lac.

### Première campagne: exploration du fond du cratère (1erjuin 2021–13 avril 2022)

#### Trajet planifié
Perseverance quitte le 1er juin 2021 le site d'atterrissage « Octavia E. Butler » après l'achèvement des tests et expérimentations de Moxie et Ingenuity pour réaliser sa première campagne d'exploration. Depuis l'atterrissage, plus de 75 000 images ont été prises par les caméras de l'astromobile.

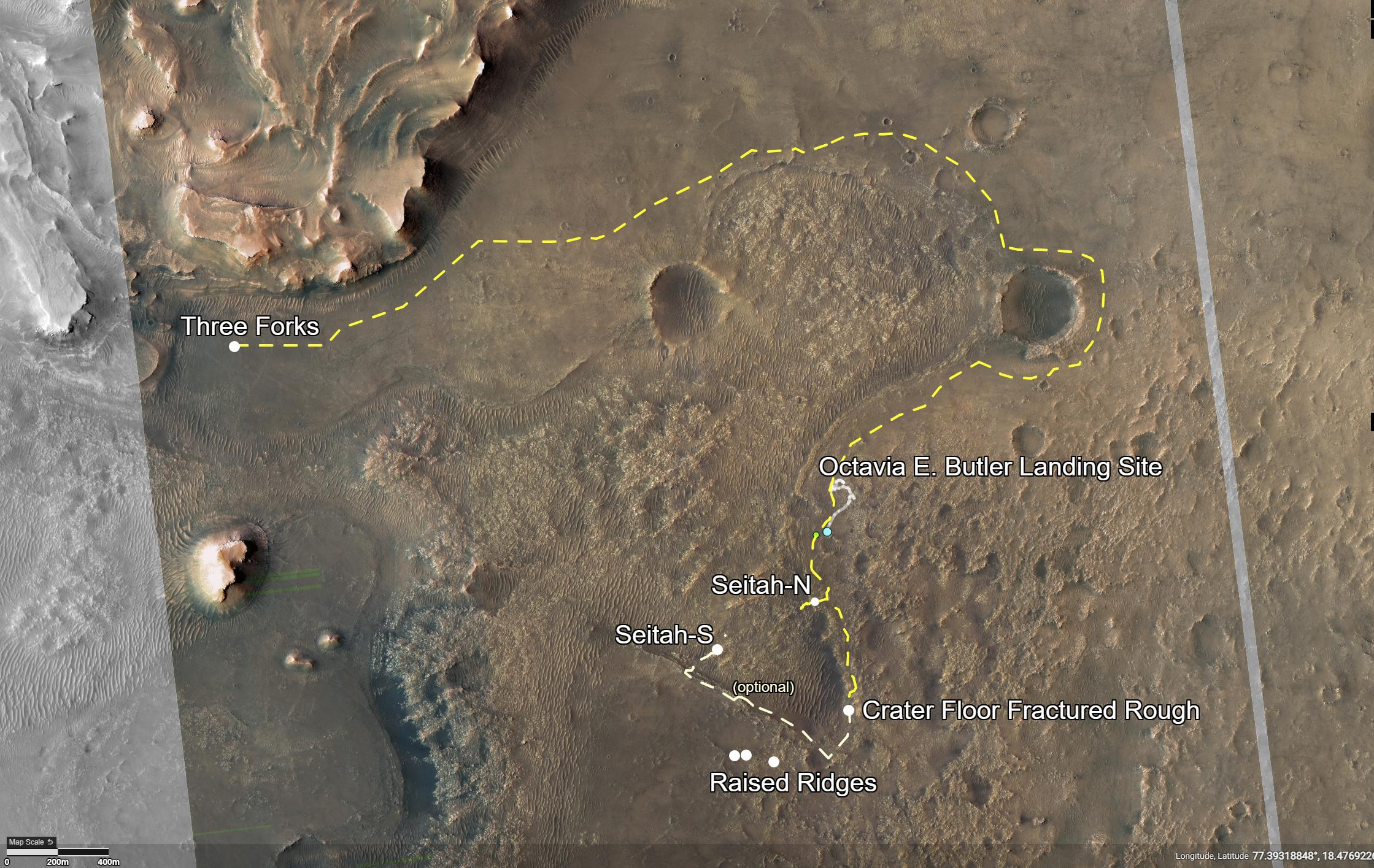
Trajet planifié (juillet 2021) de l'astromobile durant la première campagne d'exploration du cratère Jezero qui doit durer plusieurs mois et conduire celui-ci jusqu'au site de Three Forks au pied de l'ancien delta de la rivière qui coulait dans Neretva Vallis.

Au cours de cete première campagne d'exploration scientifique d'une durée de plusieurs centaines de jours l'astromobile est utilisé pour examiner une zone d'une superficie de 4 kilomètres carrés située au fond du cratère Jezero et où affleure des strates géologiques anciennes. L'objectif de cette campagne est d'identifier dans cette zone un sol permettant de reconstituer la phase la plus ancienne de l'histoire du cratère il y a 3,8 milliards d'années lorsque le fond de celui-ci était recouvert par un lac d'une profondeur de plus de 100 mètres. Deux unités géologiques adjacentes doivent être étudiées : « Cratered Floor Fractured Rough » est un site où affleure le plancher du cratère Jezero dégagé des couches de sédiments qui l'ont rempli par ailleurs et « Séítah » (au milieu du sable en langue Navajo) où affleure le plancher du cratère mais qui comprend également des arêtes et des strates rocheuses ainsi que des dunes de sable. Ces dunes dans lesquelles les roues de l'astromobile pourraient s'enliser imposent que la trajectoire suivie reste toujours en bordure de « Séítah ». L'astromobile doit débuter la campagne en quittant le site d'atterrissage et en se dirigeant vers le sud. L'astromobile doit commencer par faire une première étude au nord de « Séítah » avec ses instruments puis il effectue un premier prélèvement du sol à « Cratered Floor Fractured Rough ». L'équipe projet évaluera alors en fonction des données recueillies l'intérêt scientifique de poursuivre l'étude du site de « Séítah » en explorant une zone située dans l'ouest de celui-ci (tracé en jaune pale sur la carte ci-contre). Une fois le site de « Séítah » exploré, l'astromobile reviendra sur ses pas et repassera par le site d'atterrissage avant de se diriger vers le nord puis l'ouest. Il se dirigera alors vers le site de « Three Forks » au pied de l'ancien delta de la rivière qui coulait dans Neretva Vallis. À compter de ce lieu doit débuter la seconde campagne d'exploration du cratère Jezero. À l'issue de cette première campagne l'astromobile aura parcouru entre 2,5 et 5 kilomètres et pourrait avoir prélevé huit carottes de roche et de régolithe.

#### Premiers prélèvements

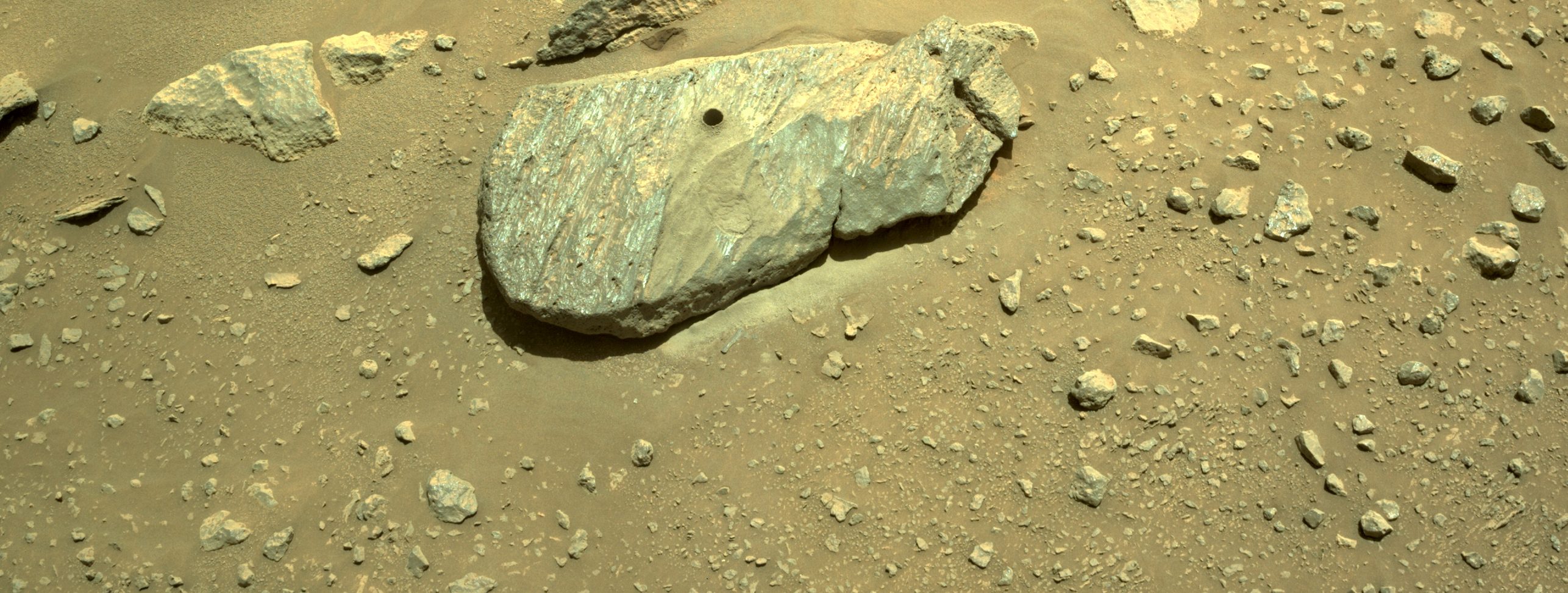
Premier forage ayant abouti à la collecte d'un échantillon du bloc de basalte « Rochette », le 2 septembre 2021.

Alors que l'astromobile est en route vers le premier site, l'hélicoptère Ingenuity est mis à contribution le 5 juillet 2021 pour prendre des images aériennes de terrains impraticables (dunes de sable) pour l'astromobile situées dans l'unité géologique de « Séítah ». L'aérobot photographie également une arête rocheuse dénommée « Raised Ridges » qui fait partie d'un système de fractures qui pourrait avoir servi de zone d'infiltration des eaux dans le sous-sol. Le 11 juillet 2021, l'astromobile utilise pour la première fois ses instruments (Pixl, Sherloc, Watson) pour déterminer la composition chimique et minérale ainsi que la texture de la roche « Foux » dans l'unité géologique de « Cratered Floor Fractured Rough ».
Le 6 juillet 2021, l'astromobile, qui a parcouru plus de 400 mètres, effectue une première tentative de prélèvement d'une carotte de roche. La roche s'avère trop friable et les fragments de roche et de poudre résultant du forage ne tiennent pas dans le foret creux. Le système de conditionnement et de stockage des carottes a effectué ce constat en mesurant le volume du contenu du tube avant de sceller celui-ci. Le système a pourtant été testé plus d'une centaine de fois sur Terre. L'équipe de la NASA décide alors d'effectuer une deuxième tentative en forant une roche relativement jeune baptisée « Rochette » faisant partie de l'arête rocheuse « Citadelle »,. Le premier tube utilisé pour le prélèvement infructueux est tout de même scellé. Il sera utilisé pour analyser sur Terre l'atmosphère de Mars. La deuxième tentative de prélèvement, réalisée le 1er septembre, est un succès au grand soulagement des scientifiques. Le tube, contenant ce premier échantillon de sol et baptisé « Montdenier », est scellé et stocké avec succès le 6 septembre. Un deuxième échantillon de la même roche, baptisé « Montagnac » est prélevé le 8 septembre 2021 et cette fois l'ensemble du processus de la collecte au stockage est effectué sans interruption. Le prélèvement d'un deuxième échantillon de la même roche découle du choix de constituer deux dépôts distincts au cas où l'astromobile ne parviendrait à remplir complètement son programme : un dépôt intermédiaire situé dans le cratère et un dépôt final à Nili Planum. La roche prélevée est du basalte. Des sels minéraux, indices de la présence d'eau par le passé, ont été identifiés. Le degré d'altération des roches suggère une présence de longue durée de l'eau qui pourrait être celle du lac qui remplissait autrefois le cratère ou de cours d'eau coulant sur le site après que lac se soit asséché,,. Le 4 septembre 2021, l'hélicoptère Ingenuity effectue son treizième vol de reconnaissance au cours duquel il prend des photos du site de « South Seitah » depuis une altitude de 8 mètres.

#### Conjonction solaire (28 septembre–17 octobre 2021)
Les opérations de Perseverance sont interrompues par une conjonction solaire entre le 28 septembre et le 17 octobre 2021. Durant cette période le Soleil s'interpose entre la Terre et Mars interdisant ou gênant les communications avec l'astromobile. Ces conjonctions reviennent tous les deux ans (période orbitale de Mars). L'astromobile ne peut se déplacer quand les communications sont interrompues mais des expériences scientifiques sont executées durant cette phase : collecte de données météorologiques et des sons ambiants, mesures du rayonnement, prise d'images des tourbillons de poussière, mesures sismiques,.

#### Blocage du carrousel du système de stockage (décembre 2021-janvier 2022)
Durant le dernier trimestre 2021, Perseverance prélève sans rencontrer de difficultés particulières deux échantillons supplémentaires. Le 29 décembre, l'astromobile effectue un prélèvement sur la roche Issole avec succès mais lorsqu'il tente de placer le tube dans le carrousel du système de stockage, le processus est interrompu car des capteurs ont détecté une résistance anormale lorsqu'il a tenté d'insérer le tube dans son logement. Des images réalisées à l'aide de la caméra Watson située au bout du bras articulé montrent que quatre petits cailloux bloquent le passage du tube. Après plusieurs semaines d'analyse de la situation, il est décidé de faire pivoter le carrousel de 75 degrés pour faire tomber les cailloux et de vider l'échantillon contenu dans le tube car on n'a plus de certitude sur la quantité de roche restée à l'intérieur. L'opération est réalisée le 15 janvier. Deux des fragments de roche sont bien éjectés durant la manœuvre, les deux derniers le seront le 25 janvier en circulant sur un terrain en pente.

#### Transit rapide vers le delta
Le 13 mars 2022, la campagne d'étude du fond du cratère s'achève sur le site de Séítah. Depuis son atterrissage 379 jours martiens plus tôt, Perseverance a effectué huit prélèvements. Il se dirige désormais à grande vitesse vers la zone baptisée Three forks choisie comme point d'accès au delta du fleuve qui se déversait autrefois dans le cratère et où doit se dérouler la deuxième campagne d'exploration. Durant ce trajet qui dure un mois l'astromobile bat des records de vitesse en parcourant en moyenne 211 mètres par jour avec des pointes de 500 mètres (il y a 6 jours sans déplacement). Le 6 avril, Perseverance passe non loin du parachute qui l'a freiné durant sa descente. Ce trajet permet de vérifier le bon fonctionnement du logiciel de navigation (AutoNav) conçu pour éviter les obstacles sans intervention d'opérateurs humains. Il démontre également que les roues ne présentent pas la fragilité qui handicapent fortement Curiosity.

### Deuxième campagne: exploration de la zone frontale du delta (18 avril 2022-février 2023)

#### Au pied du delta
Le 13 avril 2022, Perseverance atteint la zone Three forks au pied de l'ancien delta. Celui-ci est constitué d'une accumulation de sédiments qui atteint une épaisseur de 40 mètres et domine le fond du cratère. Cette deuxième campagne a pour objectif d'étudier la partie frontale du delta. L'équipe sur Terre a identifié à l'aide d'images à haute définition prises par l'orbiteur MRO trois passages compatibles avec les capacités de l'astromobile. Elle choisit le passage baptisé Hawksbill Gap. Le 20 avril, la caméra Mastcam-Z filme en couleurs une éclipse du Soleil par Phobos, une des deux lunes de Mars.

#### Photos aériennes du bouclier thermique et du parachute (avril 2022)
Le 19 avril, l'hélicoptère Ingenuity, qui joue désormais le rôle d'éclaireur, photographie au cours de son 26e vol la partie arrière du bouclier arrière et le parachute que la sonde spatiale a largué en altitude avant de se poser sur Mars. Le parachute a été photographié le même jour par la caméra Mastcam-Z de l’astromobile mais l'hélicoptère permet d'obtenir des photos beaucoup plus détaillées en survolant directement la zone de l'impact. Ces photos prises à la demande des ingénieurs de la prochaine mission martienne Mars Sample Return montrent que le bouclier thermique est resté en grande partie intact malgré son arrivée sur le sol martien à la vitesse de 126 km/h. Les suspentes du parachute semblent également intactes et, si on n'aperçoit qu'environ un tiers de la surface du parachute par ailleurs recouvert de poussière martienne, la canopée semble avoir bien résisté à l'ouverture du parachute à une vitesse supersonique,.

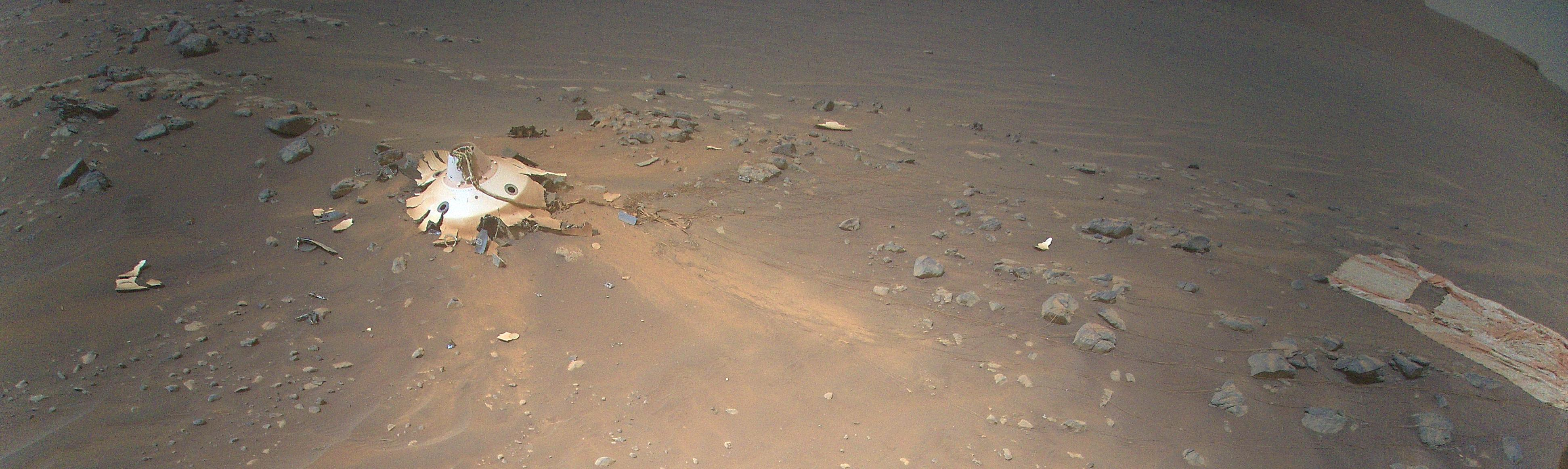
Le bouclier thermique et le parachute photographiés par l'hélicoptère Ingenuity.

#### Recherche d'un site d'atterrissage pour la future missionMars Sample Return(juillet 2022)
La future mission martienne Mars Sample Return doit se poser sur Mars à la fin de la décennie pour récupérer les tubes d'échantillons de sol martien et les ramener sur Terre. Pour supprimer tout risque le site d'atterrissage doit avoir un rayon de 60 mètres (découle de la précision du système de guidage) doit être plat, présenter une pente faible et être dépourvu d'obstacles proéminents (taille maximale des roches 19 centimètres). Les ingénieurs ont identifié à l'aide de photos prises par des satellites une zone située au pied du delta satisfaisant ces critères. Mais ils programment en juillet 2022 l'astromobile Perseverance pour vérifier in situ que le site répond effectivement à ce besoin ce qui s'avère être le cas.

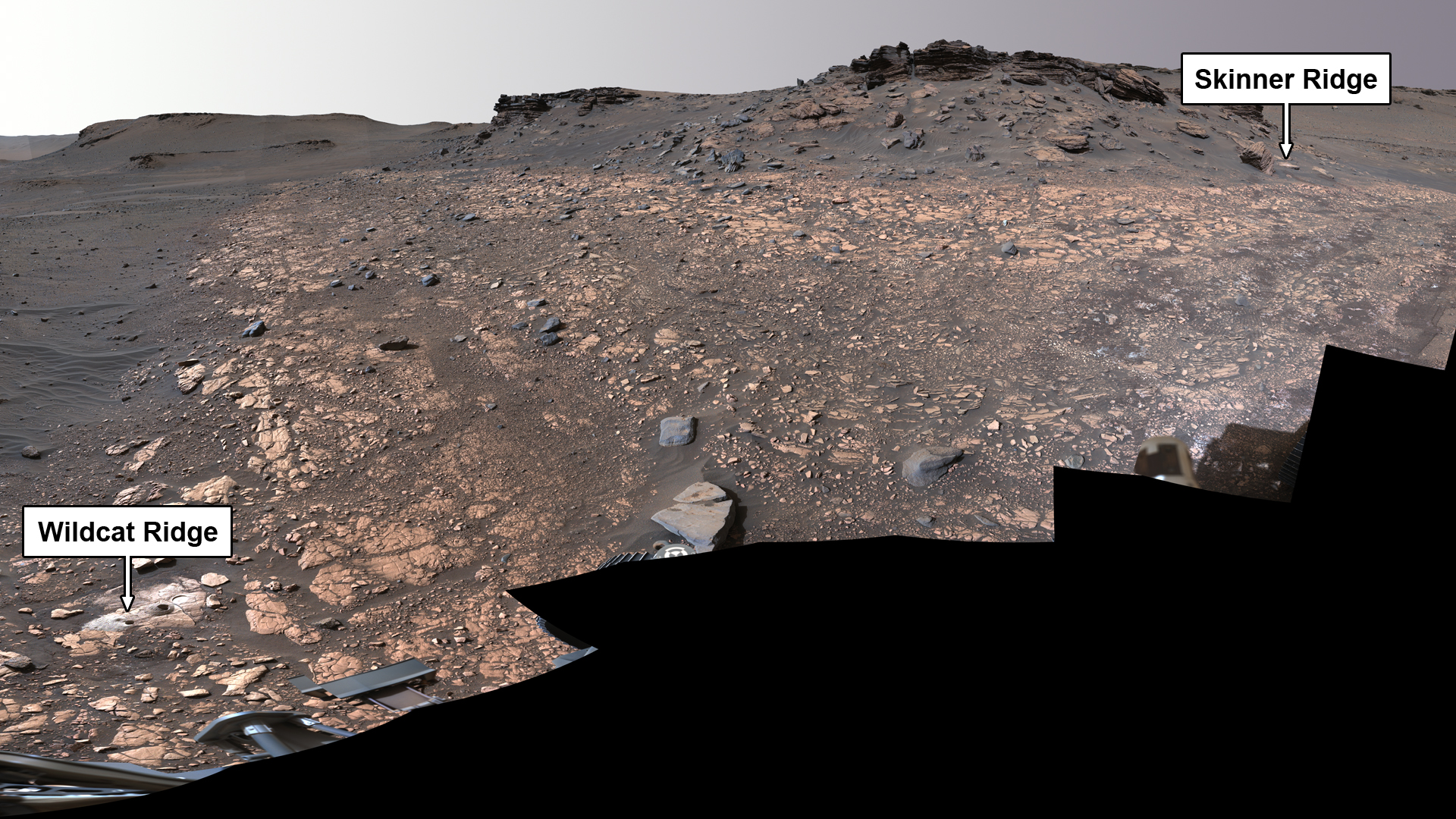
Deux carottes de roches sédimentaires ont été prélevés sur chacun des deux sites annotés sur cette photo panoramique de la région du delta explorée dans le cadre de la deuxième campagne.

#### Prélèvements d'échantillons de roches sédimentaires (juillet -décembre 2022)

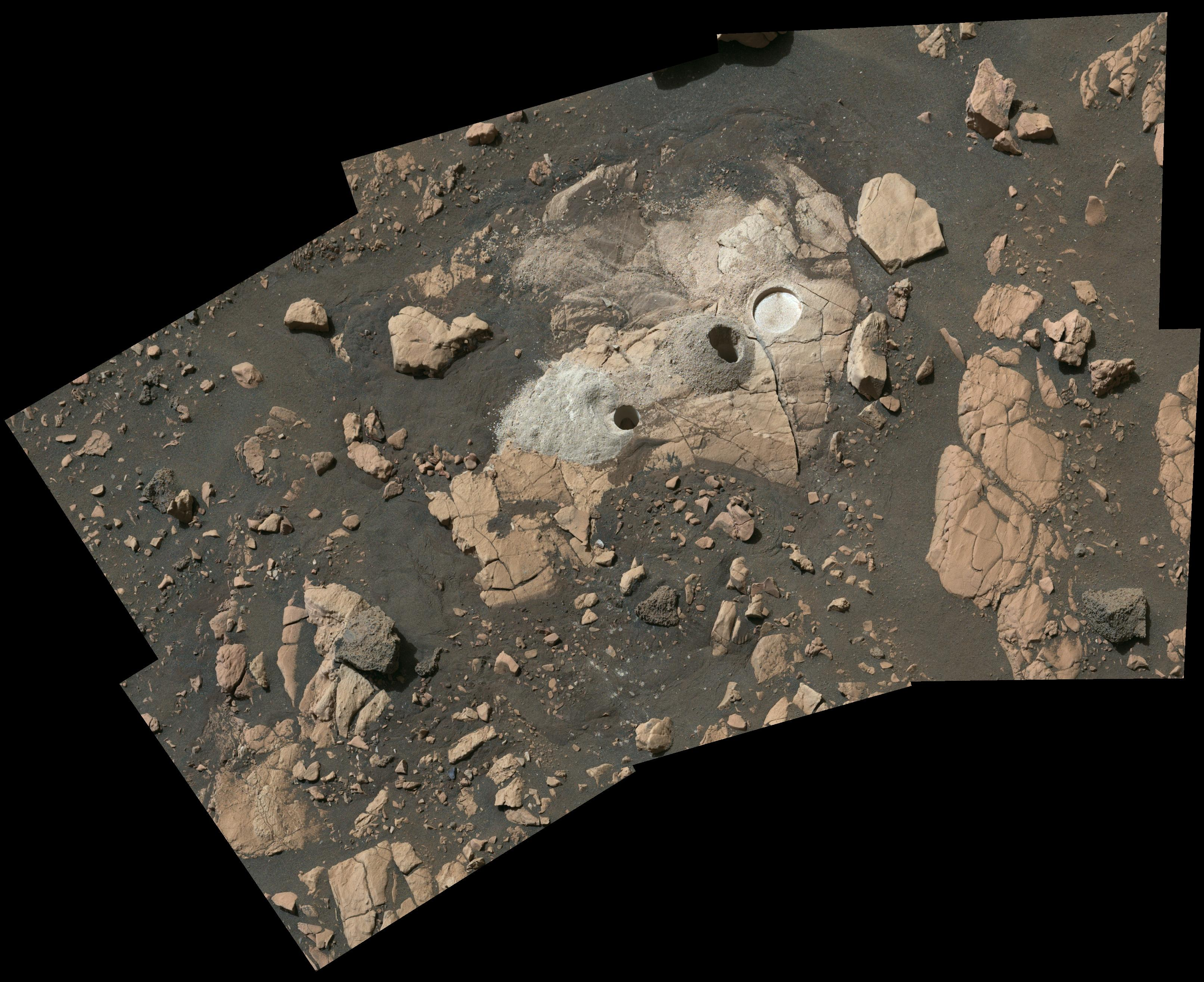
Deux carottes ont été prélevées sur a roche sédimentaire Wildcat Ridge.

Quatre carottes de roches sédimentaires sont prélevées sur la partie frontale du delta en juillet/août 2022 : deux sur le site Skinner Ridge et deux sur le site et deux sur le site Wildcat Ridge. En octobre/novembre deux échantillons de la roche sédimentaire Amalik sont prélevés puis un échantillon sur le site Hidden Harbor,. En décembre 2022, l'astromobile prélève pour la première fois deux échantillons du régolithe situés sur le flanc du delta et donc d'origine sédimentaire.  

#### Constitution du premier dépôt d'échantillons (janvier 2023)

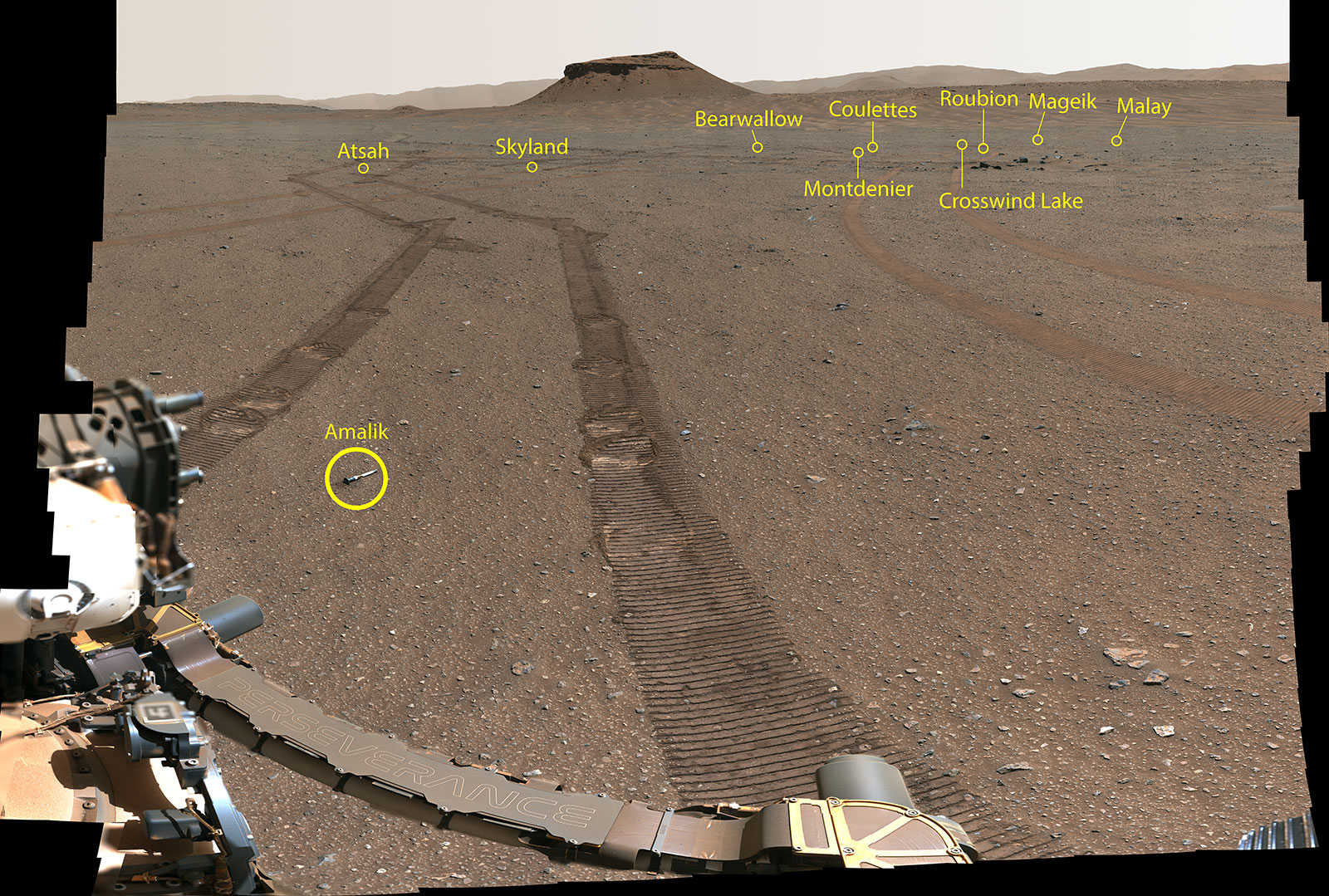
Photo du premier dépôt d'échantillons de sol sur le site de Three Forks au pied du delta. Les tubes sont volontairement éparpillés pour faciliter leur collecte ultérieure. Le plus proche se trouve à environ 3 mètres et le plus éloigné à 60 mètres.

En décembre 2022 et janvier 2023, Perseverance réalise sur le site de « Three Forks » (au pied du delta) le premier dépôt de tubes contenant les échantillons du sol martien. 10 tubes sont régulièrement espacés de 5 à 15 mètres dans le but de faciliter leur collecte. La position de chaque tube est soigneusement repérée de manière qu'ils puissent être facilement retrouvés lors de leur récupération dans quelques années malgré l'accumulation de poussières intervenue entre-temps. Huit de ces tubes contiennent des roches ou du régolithe, un tube contient un prélèvement de l'atmosphère de Mars et un tube sert de témoin (il n'a pas été ouvert depuis le lancement de la sonde spatiale) pour mesurer une contamination éventuelle antérieure à l'arrivée sur Mars. Les tubes déposés (chacun a été baptisé : Amalik, Atsá, Skyland, Bearwallow, Montdenier, Coulettes, Roubion, Crosswind Lake, Mageik et Malay) constituent un dépôt de secours. La mission de retour d'échantillons martiens en cours de développement par la NASA et l'Agence spatiale européenne, a pour objectif de récupérer les échantillons du deuxième dépôt qui sera plus complet puisque se seront ajoutés les échantillons de sol martien prélevés après janvier 2023. Le dépôt de secours qui est constitué en janvier 2023 ne sera récupéré que si l'astromobile est, à la suite d'une panne intervenue entre-temps, incapable de constituer le deuxième dépôt,.

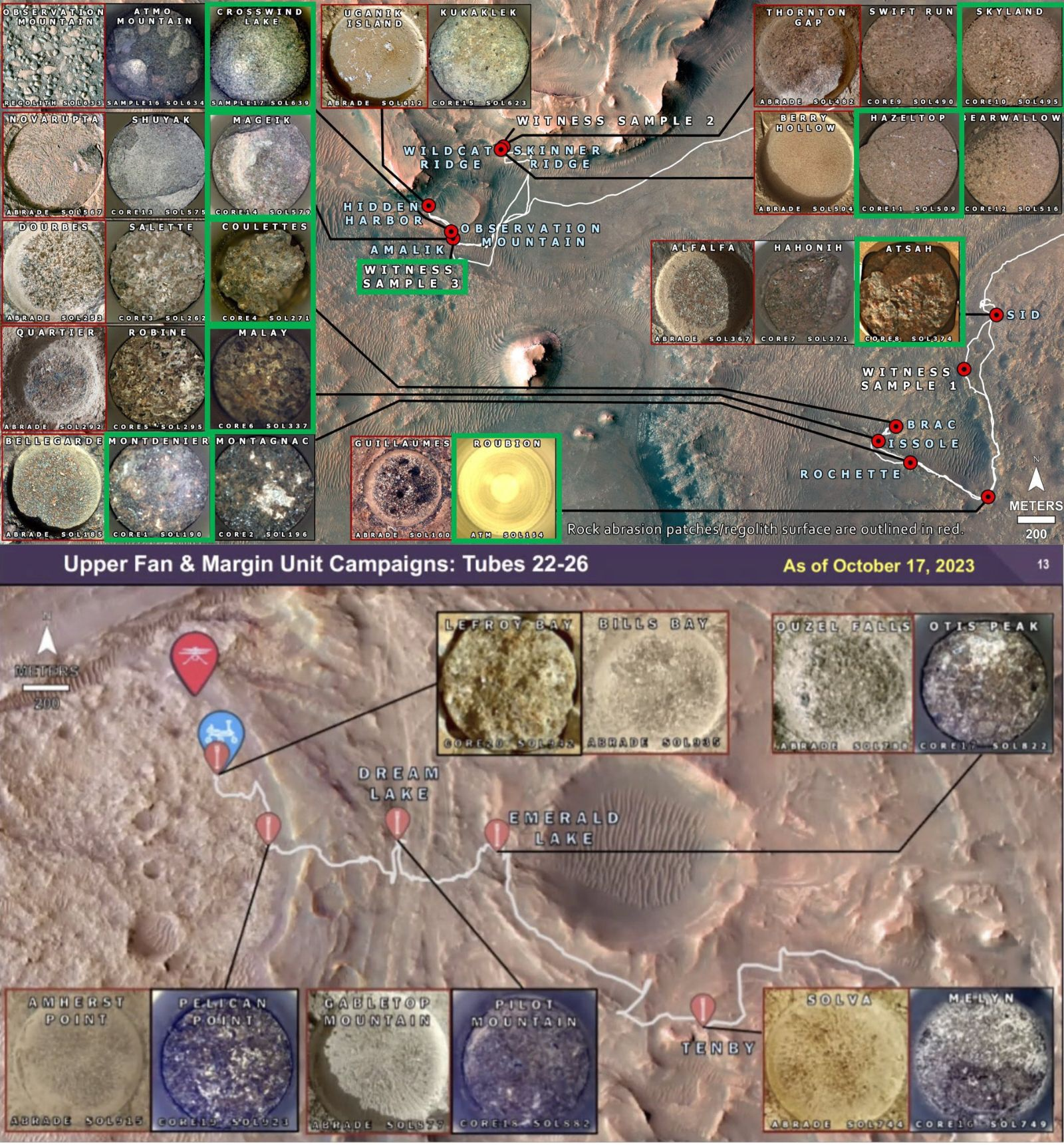
Photos des différents échantillons de sol prélevés et des lieux où ils ont été prélevés. Les photos encadrés de vert correspondent aux échantillons des tubes déposés sur le sol pour former le premier dépôt.

### Troisième campagne: exploration du sommet du delta (février 2023-)
En février 2023 débute l'exploration de la partie supérieure du delta. Le premier site exploré, baptisé Tenby, est atteint le 11 mars. Il est caractérisé par des couches superposées aux formes sinueuses qui ont été repérées depuis l'orbite. Elles constituent peut être les franges d'anciens lits de rivière formées au gré de l'évolution du delta et constituées de sables, de gravier et de roches transportées par le cours d'eau depuis des zones situées à l'extérieur du cratère Jézéro

## Résultats

### Carottes de sol prélevées
Perseverance dispose de 43 tubes pour stocker les carottes du sol martien. Cinq d'entre eux sont des tubes témoins qui sont scellés sur Mars sans avoir été utilisés : ramenés sur Terre avec les autres tubes, ils sont utilisés pour déterminer le degré de contamination des autres tubes. Trois d'entre eux ont été scellés les 22 juin 2021, 16 juillet 2022 et 14 octobre 2022. Chaque tube, une fois rempli, est baptisé (par exemple Roubion). La carotte de sol provient d'un site (roche X, etc.) lui-même situé dans une zone (par exemple South Séitah ou Zone frontale du delta). Le tube est initialement stocké à bord de Perseverance avant d'être déposé sur le sol sur un des deux sites de dépôt. 
| N° | Date (sol)             | Désignation    | Site du prélèvement  | Zone du prélèvement                     | Localisation du tube | Nature de la carotte | Type de roche                                                 | Commentaire |
| -- | ---------------------- | -------------- | -------------------- | --------------------------------------- | -------------------- | -------------------- | ------------------------------------------------------------- | ----------- |
| 1  | 6 aout 2021 (164)      | Roubion        | Roubion              | Polygon Valley                          | Dépôt n° 1           | Atmosphère de Mars   |                                                               |             |
| 2  | 6 septembre 2021 (194) | Montdenier     | Rochette             | Artuby Ridge                            | Dépôt n° 1           | Roche                | Roche ignée                                                   |             |
| 3  | 8 septembre 2021(1964) | Montagnac      | Rochette             | Artuby Ridge                            | Perseverance         | Roche                | Roche ignée                                                   |             |
| 4  | 15 novembre 2021 (262) | Salette        | Brac                 | South Séítah                            | Perseverance         | Roche                | Roche ignée                                                   |             |
| 5  | 24 novembre 2021 (271) | Coulettes      | Brac                 | South Séítah                            | Perseverance         | Roche                | Roche ignée                                                   |             |
| 6  | 22 décembre 2021 (298) | Robine         | Issole               | South Séítah                            | Perseverance         | Roche                | Roche ignée                                                   |             |
| 7  | 31 janvier 2022 (337)  | Malay          | Issole               | South Séítah                            | Dépôt n° 1           | Roche                | Roche ignée                                                   |             |
| 8  | 7 mars 2022 (371)      | Ha'ahóni       | Sid                  | Octavia E. Butler Landing/Ch’ał outcrop | Perseverance         | Roche                | Roche ignée                                                   |             |
| 9  | 13 mars 2022 (377)     | Atsá           | Sid                  | Octavia E. Butler Landing/Ch’ał outcrop | Dépôt n° 1           | Roche                | Roche ignée                                                   |             |
| 10 | 7 juillet 2022 (490)   | Swift Run      | Skinner Ridge        | Zone frontale du delta                  | Perseverance         | Roche                | Roche sédimentaire                                            |             |
| 11 | 12 juillet 2022 (495)  | Skyland        | Skinner Ridge        | Zone frontale du delta                  | Dépôt n° 1           | Roche                | Roche sédimentaire                                            |             |
| 12 | 27 juillet 2022 (509)  | Hazeltop       | Wildcat Ridge        | Zone frontale du delta                  | Perseverance         | Roche                | Roche sédimentaire                                            |             |
| 13 | 3 aout 2022 (516)      | Bearwallow     | Wildcat Ridge        | Zone frontale du delta                  | Dépôt n° 1           | Roche                | Roche sédimentaire                                            |             |
| 14 | 2 octobre 2022 (575)   | Shuyak         | Amalik               | Zone frontale du delta                  | Perseverance         | Roche                | Roche sédimentaire                                            |             |
| 15 | 16 novembre 2022 (619) | Mageik         | Amalik               | Zone frontale du delta                  | Dépôt n° 1           | Roche                | Roche sédimentaire                                            |             |
| 16 | 29 novembre 2022 (631) | Kukaklek       | Hidden Harbor        | Zone frontale du delta                  | Perseverance         | Roche                | Roche sédimentaire                                            |             |
| 17 | 2 décembre 2022 (634)  | Atmo Mountain  | Observation Mountain | Zone frontale du delta                  | Perseverance         | régolithe            | Sans doute un mélange de roche sédimentaire et de roche ignée |             |
| 18 | 7 décembre 2022 (639)  | Crosswind Lake | Observation Mountain | Zone frontale du delta                  | Dépôt n° 1           | régolithe            | Sans doute un mélange de roche sédimentaire et de roche ignée |             |

### Données statistiques
Au 13 février 2023, après environ deux ans de séjour à la surface de Mars, les instruments avaient réalisé le nombre d'opérations ou collecté le nombre de données suivantes :
Opérations
- Distance parcourue par l'astromobile : 14,97 kilomètres.
- Quantité d'oxygène produite par l'expérience MOXIE : 92,11 grammes.
- Nombre de fois ou la foreuse a été utilisé sur le sol martien : 39
- Nombre de changement de forets : 48
- Nombre d'opérations de décapage d'une roche : 17

Utilisation des instruments scientifiques
- Tirs laser de l'instrument SuperCam : 230 554
- Sondages radar du sous-sol réalisés par RIMFAX : 676 828
- Enregistrements audio réalisés à l'aide du microphone de l'instrument SuperCam : 662
- Nombre d'heures de données météorologiques enregistrées par la station météorologique MEDA : 15 769,1
- Nombre d'heures de fonctionnement de l'instrument PIXL : 298,2
- Tirs laser de l'instrument SHERLOC  : 4 337 010
- Observations spectroscopiques effectuées par SHERLOC : 33

Nombre de photos effectuées
- Caméra Mastcam-Z : 86 660
- Caméras de navigation : 21 571
- Caméra de détection d'obstacles avant : 3 909
- Caméra de détection d'obstacles arrière : 474
- Caméra du système de stockage des échantillons : 1 321
- Caméra RMI de l'instrument SuperCam: 2 825
- Caméra WATSON de l'instrument SHERLOC: 5 754
- Caméra de contexte de l'instrument SHERLOC : 2 260
- Caméra SkyCam de 'linstrument MEDA: 1 831
- Caméra de l'instrument PIXL 1 012
- Caméras utilisées durant la phase d'atterrissage : 33 279

## Principales caractéristiques de l'astromobilePerseverance

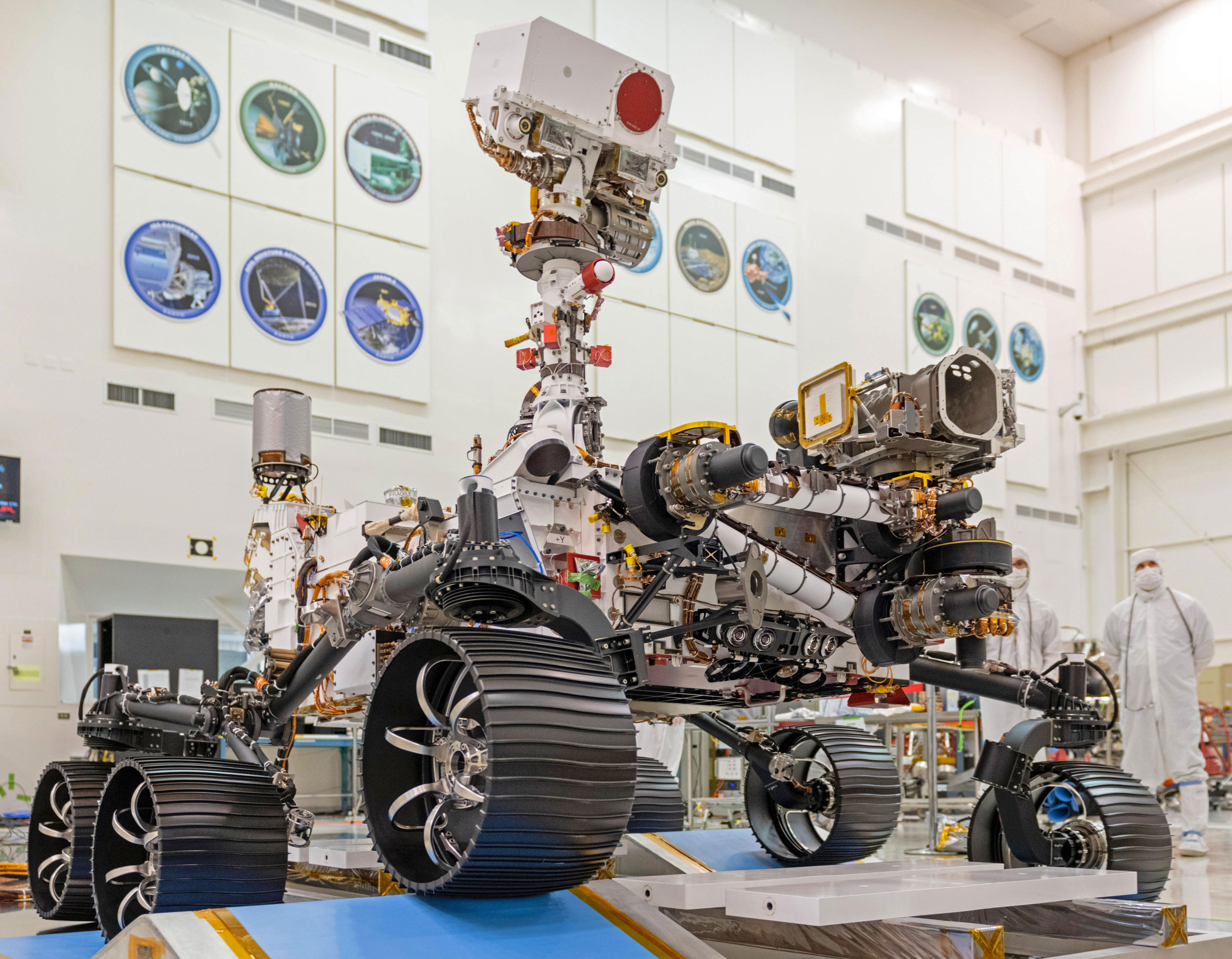
Premiers tours de roue de l'astromobile dans la salle blanche du JPL.

L'astromobile Perseverance est dérivée de Curiosity (mission Mars Science Laboratory) mais il emporte des instruments scientifiques différents et comporte plusieurs différences au niveau de ses équipement : bras (plus massif), présence d'un espace de stockage des échantillons martiens et roues modifiées pour tenir compte des problèmes rencontrés par Curiosity. Ces modifications se traduisent par une masse sensiblement plus importante (1 025 kilogrammes contre 899 kg) et un châssis allongé de 3 centimètres. L'astromobile est longue de 3 mètres (en ne prenant pas en compte le bras), large de 2,7 mètres et haute de 2,2 mètres,.

### Instrumentation scientifique
Les instruments scientifiques ont été sélectionnés et conçus dans le but d'identifier de façon efficace les échantillons de sol les plus intéressants pour une analyse ultérieure sur Terre. Alors que Curiosity (Mars Science Laboratory) est équipé de deux laboratoires (SAM et CheMin) permettant une analyse directe sur site, l'astromobile de Mars 2020 n'en emporte aucun. La moitié de la charge utile est réservée au système de prélèvement et de stockage des échantillons. Le reste de la charge utile comprend six instruments scientifiques et deux expériences technologiques. Certains instruments ont été conçus pour identifier rapidement la composition du sol (une analyse pouvant nécessiter plus d'un mois pour Curiosity). Il s'agit d'obtenir dans un délai de temps imparti par les contraintes de la mission 43 carottes de sol bien choisies,. Ces contraintes sont la durée de vie de l'astromobile, son temps de déplacement d'une zone à l'autre et l'arrivée de la mission chargée de ramener les échantillons sur Terre.

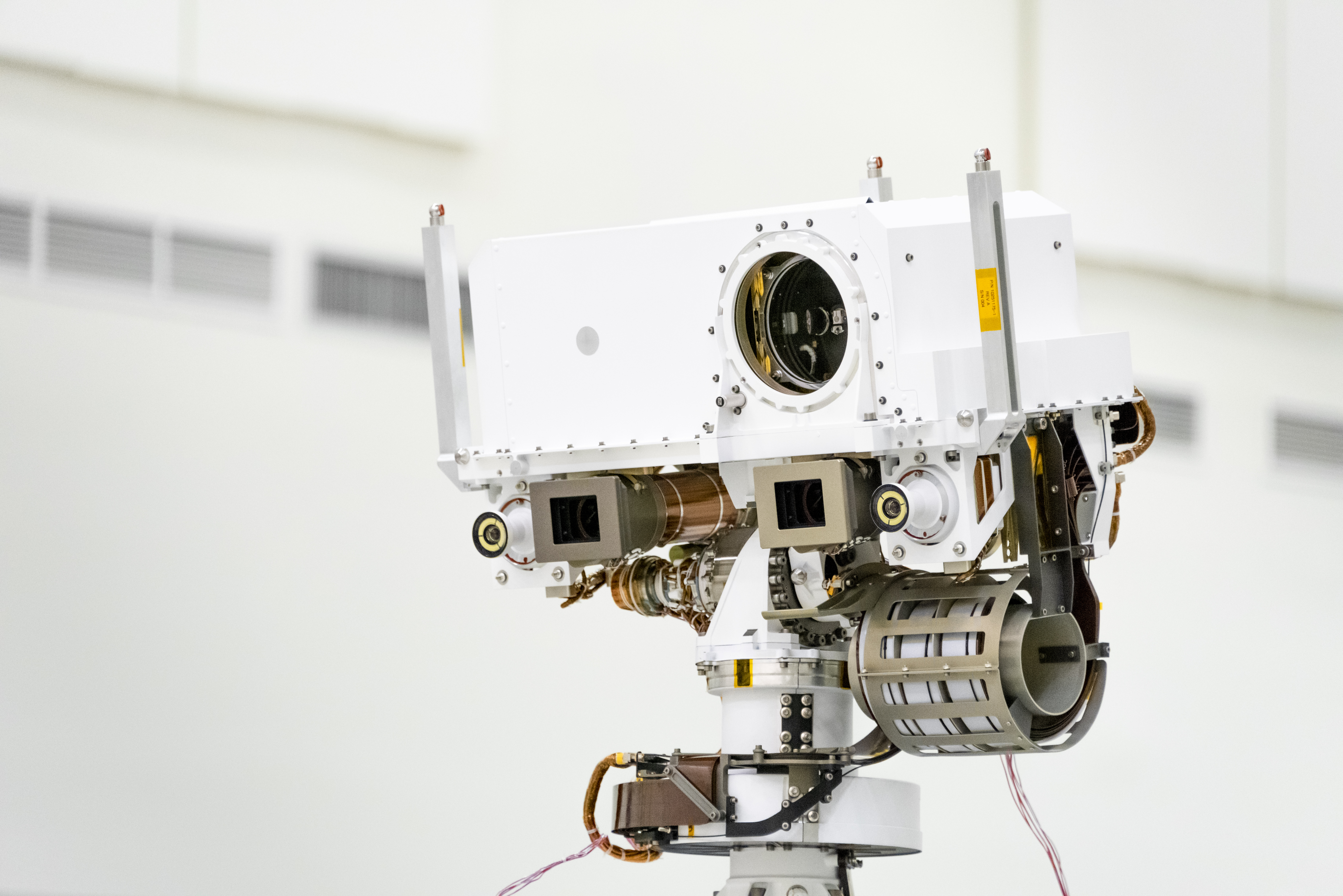
Gros plan sur la tête du mât qui permet de distinguer l'instrument SuperCam avec sa large ouverture et en dessous les deux caméras principales Mastcam-Z encadrées par deux caméras utilisées pour la navigation.

 Trois instruments sont chargés de fournir une vue d'ensemble du site, :
- Mastcam-Z est une caméra à deux objectifs constituant une évolution de la Mastcam embarquée sur Curiosity. La principale amélioration est constituée par l'ajout d'un zoom (objectif de 28-100 mm).
- SuperCam est une version améliorée de l'instrument franco-américain ChemCam auquel ont été ajoutés des spectromètres Raman et infrarouge.
- le radar RIMFAX (en anglais : Radar Imager for Mars Subsurface Exploration) permet de compléter les analyses effectuées par SuperCam qui ne peut étudier que la surface des roches. RIMFAX permet d'analyser les couches géologiques enfouies jusqu'à une profondeur de 500 mètres avec une résolution comprise entre 5  et   20 cm.

Les principaux instruments scientifiques de l'astromobile sont les deux instruments installés au bout du bras de l'astromobile pour venir au contact d'une roche visée : PIXL et SHERLOC. Ils sont utilisés pour réaliser une étude plus poussée d'un échantillon de la taille d'un timbre poste. Leurs capacités sont nettement améliorées par rapport aux instruments embarqués sur Curiosity (microscope et spectromètre à rayons X). Ces deux instruments disposent d'un microscope et, alors que le spectromètre X de Curiosity ne pouvait effectuer qu'une mesure pondérée de la surface de l'échantillon, les deux nouveaux instruments réalisent plusieurs centaines à plusieurs milliers de mesures permettant d'identifier les différences de composition à l'échelle du grain de sable. Cette capacité peut fournir un éclairage décisif sur l'histoire de la formation des roches analysées. Ces instruments sont également capables d'identifier et de cartographier la présence de matière organique en fournissant des résultats plus facilement interprétables que les instruments de Curiosity. Ces deux instruments sont, :
- le spectromètre de fluorescence X : PIXL (en anglais : Planetary Instrument for X-ray Lithochemistry).
- le spectromètre Raman SHERLOC.

| Instrument | Type instrument                                | Objectifs | Principales caractéristiques                                                                              | Consommation électrique | Volume de données               | Position                           | Statut       |
| ---------- | ---------------------------------------------- | --- | --- | ----------------------- | ------------------------------- | ---------------------------------- | ------------ |
| Mastcam-Z  | Caméra couleur (photos et vidéos) avec un zoom | Prise d'images tridimensionnelles et de vidéos du sol et du ciel                                                                                          | 1 600 × 1 200 pixels Résolution spatiale : 150 microns à 7,4 mm selon la distance                         | 17,4 watts              | 148 mégabits / jour             | En haut du mât                     | Opérationnel |
| MEDA       | Station météorologique                         | Mesure de la température, pression atmosphérique, taux d'humidité, radiations, taille et quantité des poussières, vent, rayonnement infrarouge infrarouge | | 17 watts                | 11 mégaoctets / jour            | Réparties (mât, dessus du châssis) | Opérationnel |
| PIXL       | Spectromètre à rayons X                        | Composition chimique des roches avec une résolution élevée                                                                                                | 1 600 × 1 200 pixels Résolution spatiale : 150 microns à 7,4 mm selon la distance                         | 25 watts                | 16 mégabits / jour              | Au bout du bras                    | Opérationnel |
| RIMFAX     | Radar                                          | Structure géologique du sous-sol | Jusqu'à 10 mètres de profondeur Résolution verticale : 15 à 30 centimètres                                | 5 à 10 watts            | 5 à 10 kilooctets / site étudié | A l'arrière sous le chassis        | Opérationnel |
| SHERLOC    | Spectromètre, laser et caméra (contexte)       | Détection des minéraux, molécules organiques et signatures biogéochimiques possibles de micro-organismes avec une résolution élevée                       | Résolution : laser 50 microns, caméra 30 microns Champ de vue : caméra 2,3 × 1,5 cm spectromètre 7 × 7 mm | 49 watts                | 80 mégabits (brut) / jour       | Au bout du bras                    | Opérationnel |
| SuperCam   | Spectromètre, laser et caméra (contexte)       | Composition chimique (atomique et moléculaire) des roches et des sols                                                                                     | Spectroscopie LIBS (portée 7 mètres) spectroscopie Raman et de luminescence spectromètre infrarouge       | 17,9 watts              | 15,2 mégabits / jour            | Capteurs en tête de mât            | Opérationnel |
| MOXIE      | Équipement ISRU                                | Production d'oxygène à partir de l'atmosphère martienne (prototype                                                                                        | Production de 10 grammes par jour                                                                         | 300 watts               |                                 | Dans le corps de l'astromobile     | Opérationnel |

### Caméras
La sonde spatiale embarque 23 caméras utilisées pour la navigation, les travaux scientifiques et la maintenance dont 19 sont installées sur l'astromobile. Ce sont neuf caméras en couleur pour ingénierie, trois dont deux en couleur pour filmer la phase de descente dans l'atmosphère et d'atterrissage et réaliser un atterrissage de précision, deux caméras couleurs avec zoom de l'instrument Mastcam-Z, la caméra couleur de l'instrument SuperCam, les deux caméras couleurs de l'instrument SHERLOC, la caméra blanc et noir de l'instrument PIXL et la caméra noir et blanc de l'instrument MEDA). Le bouclier arrière emporte trois caméras couleur pour filmer le déploiement du parachute. L'étage de descente emporte une caméra couleur tournée vers le sol destinée à filmer l'astromobile vu du dessus. L'hélicoptère Ingenuity emporte une caméra couleur qui fournira des images de la surface et une caméra noir et blanc pour la navigation.

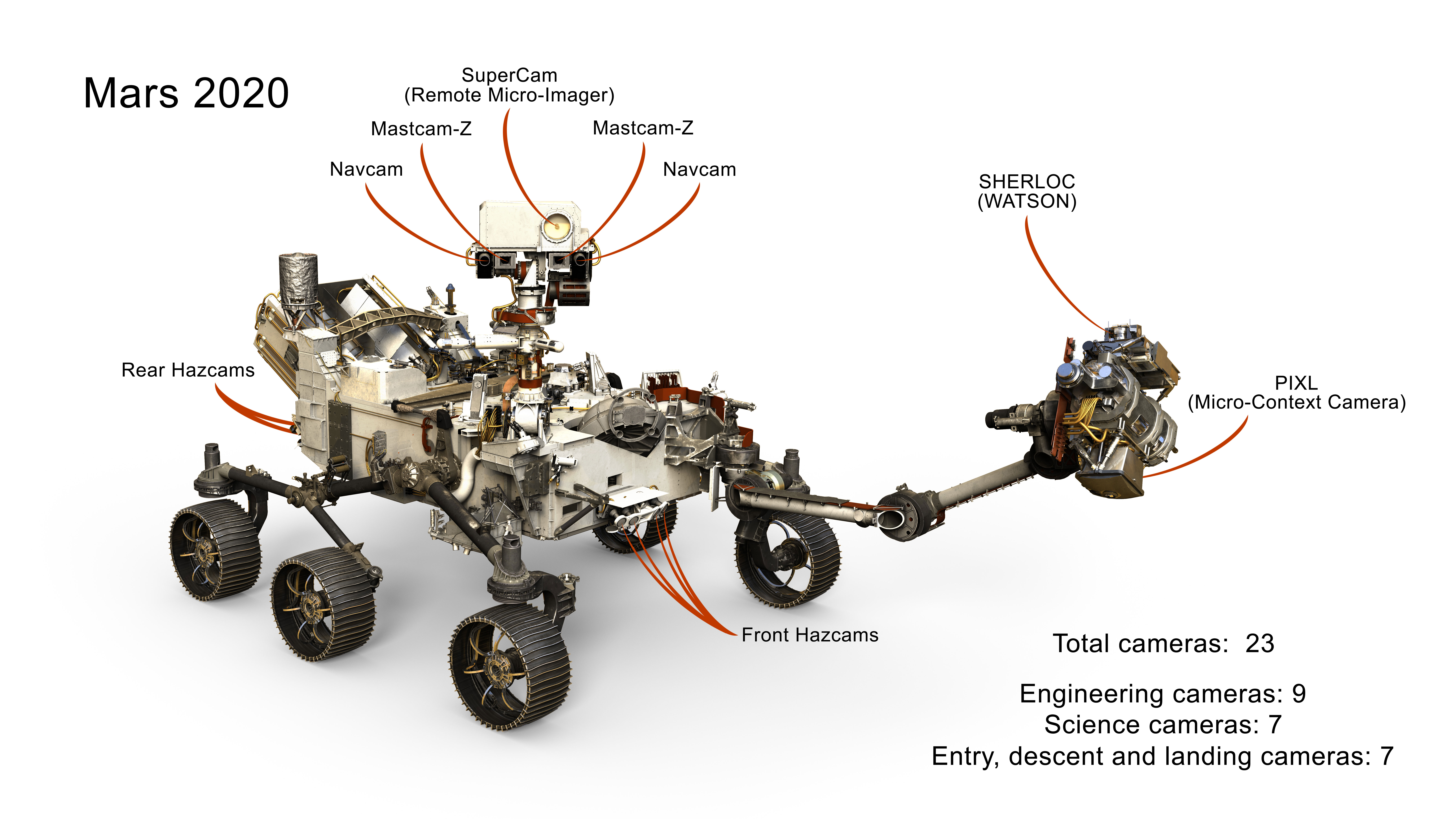
Emplacement de 13 des 23 caméras installées sur Mars 2020.

| Utilisation                                            | Désignation   | Nombre de caméras | Couleur/N&B              | Pixels         | Autre caractéristique | Localisation                                 |
| ------------------------------------------------------ | ------------- | ----------------- | ------------------------ | -------------- | --------------------- | -------------------------------------------- |
| Caméras d'ingénierie (9 installées sur l'astromobile)  |               |                   |                          |                |                       |                                              |
| Caméra utilisée pour la navigation                     | Navcam        | 2                 | Couleur                  | 20 mégapixels  |                       | Au sommet du mât.                            |
| Caméra de détection des obstacles                      | Hazcam        | 6                 | Couleur                  | 20 mégapixels  | Objectif fisheye      | 4 à l'avant 2 à l'arrière.                   |
| Caméra du système de stockage des échantillons         | CacgeCam      | 1                 | Couleur                  | 20 mégapixels  |                       | Dans le système de stockage des échantillons |
| Caméras utilisées durant la phase d'atterrissage (3)   |               |                   |                          |                |                       |                                              |
| Caméra d'astromobile pointée vers le zénith            | RUC           | 1                 | Couleur                  | 1,3 mégapixels |                       | Sur le pont supérieur de l'astromobile       |
| Caméra d'astromobile pointée vers le sol               | RDC           | 1                 | Couleur                  | 1,3 mégapixels |                       | Sous l'astromobile au coin gauche avant      |
| Caméra du système d'atterrissage de précision (LVS)    | LCAM          | 1                 | Noir et blanc            | 1,3 mégapixels |                       | Sous l'astromobile au coin droit avant       |
| Caméras scientifiques (7 installées sur l'astromobile) |               |                   |                          |                |                       |                                              |
| Caméras de Mastcam-Z                                   | ZCAM          | 2                 | Couleur                  | 2 mégapixels   | Zoom, stéréo          | A gauche et à droite de la tête du mât.      |
| Caméra de Supercam                                     | RMI           | 1                 | Couleur                  | 4 mégapixels   |                       | Tête du mât.                                 |
| Caméras de SHERLOC                                     | WATSON et ACI | 2                 | Couleur et N&B           | 2 mégapixels   |                       | Au bout du bras.                             |
| Caméra de PIXL                                         | MCC           | 1                 | N&B et couleur (partiel) | 43 mégapixels  |                       | Au bout du bras.                             |
| Caméra de MEDA                                         | SkyCam        | 1                 | N&B                      | ~1 mégapixels  | Objectif fisheye      | Sur le pont de l'astromobile.                |

### Système de prélèvement et de stockage des échantillons
L'astromobile Mars 2020 dispose d'un bras (Robot Arm RA) fixé à l'avant du châssis et portant à son extrémité un ensemble d'outils utilisés pour analyser in situ des échantillons de sol et de roche : SHERLOC combine une caméra (WATSON), un laser et un spectromètre ultraviolet pour déterminer les composants minéraux et organiques tandis que PIXL, qui combine une caméra et un spectromètre de fluorescence X détermine les éléments chimiques présents. Le bras porte également un ensemble d'outils permettant de recueillir des carottes du sol : GDRT (en anglais : Gaseous Dust Removal Tool) pour nettoyer la surface, un capteur de contact et une foreuse. Le bras est fixé sur la face avant du rover et est long de 2,1 mètres. Les outils situés au bout du bras peuvent être positionnés face à la zone à analyser, sans que le rover se déplace, grâce à plusieurs articulations motorisées qui fournissent cinq degrés de liberté.

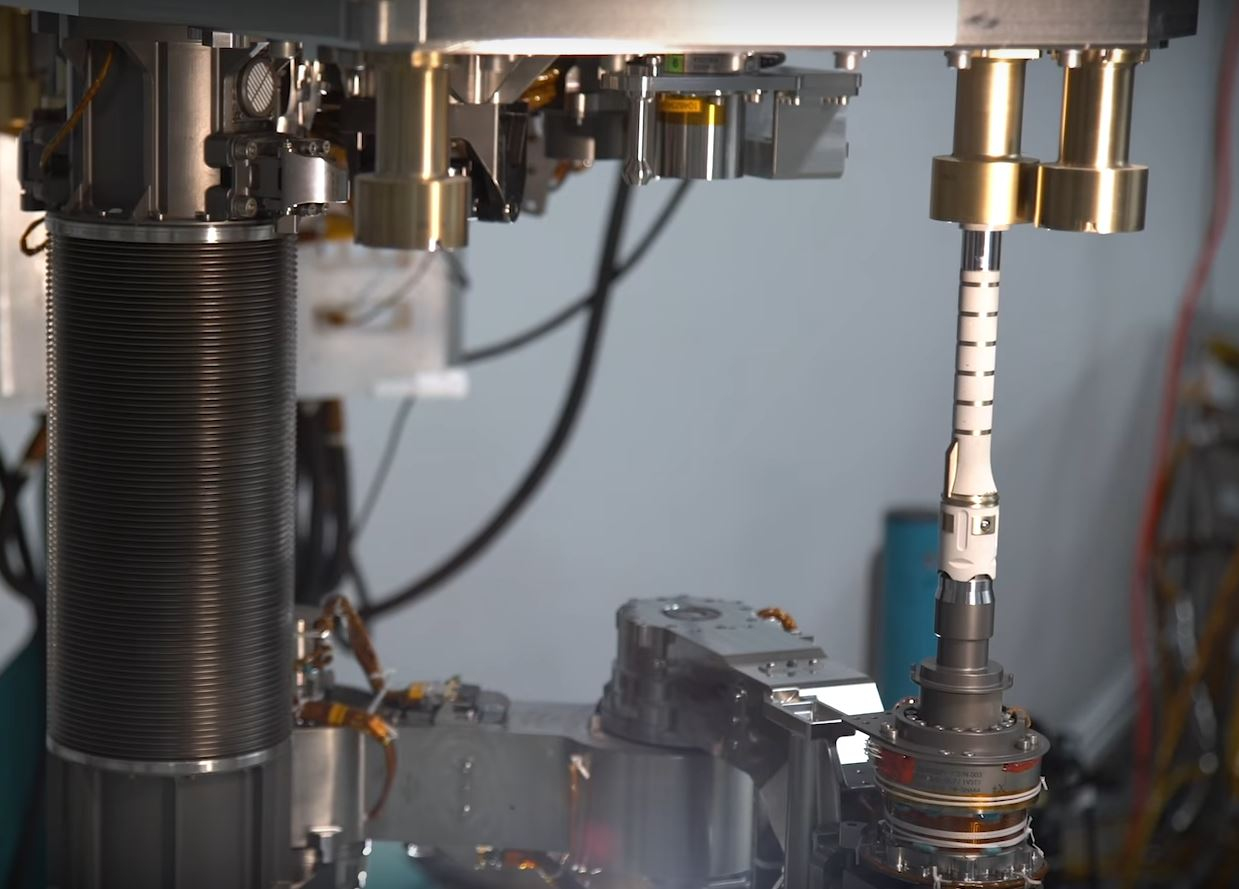
Le bras interne en cours de test : celui-ci est en train d'introduire un tube vide dans un des forets avant que celui-ci soit fixé au bout de la foreuse.

Le système de collecte et de stockage des échantillons martiens représente plus de la moitié de la masse de la charge utile de l'astromobile. C'est un ensemble mécanique extrêmement complexe composé de trois robots. Sa conception a nécessité une longue mise au point pour garantir sa fiabilité et limiter la contamination des échantillons prélevés. Son rôle est de prélever par forage jusqu'à 43 carottes du sol (roche ou régolithe) du diamètre d'un crayon (13 millimètres) et de la moitié de sa longueur (60 millimètres). Celles-ci sont stockées dans des tubes qui sont scellés après remplissage et rangés dans un emplacement situé sous la partie avant du rover. Les tubes sont par la suite déposés dans un endroit identifié avec précision pour pouvoir être collectés par une mission de retour d'échantillons martiens qui reste à financer (début 2020). Pour collecter les échantillons, le sol est d'abord analysé à l'aide des instruments SHERLOC (spectromètre et caméra), WATSON (caméra à fort grossissement) et PIXL (spectromètre à rayons X fixés au bout du bras articulé. Un petit réservoir contenant de l'azote permet de produire un jet de gaz afin de chasser la poussière et les particules avant de procéder à une analyse à l'aide des instruments SHERLOC et PIXL. La foreuse va chercher un foret adapté au type de sol sur un carrousel mobile. Cet équipement est logé dans la partie avant de l'astromobile et fait partie d'un ensemble complexe baptisé Adaptive Caching Assembly (ACA). Le foret est creux et un bras long de 0,5 mètre (le Sample Handling Assembly ou SHA) disposant de trois degrés de liberté place dans celui-ci un tube qui sera rempli par la carotte de sol au moment du forage. La foreuse peut fonctionner selon deux modes : rotation ou rotation/percussion. Le forage permet d'obtenir un échantillon de sol de 6 centimètres de long et 1,3 centimètre de diamètre dont la masse est d'environ 10 à 15 grammes. Le foret est alors replacé sur le système de carrousel. Le bras SHA intervient alors pour effectuer les opérations de stockage définitif. Il extrait du foret creux le tube contenant l'échantillon de sol et le déplace vers un équipement responsable des opérations finales. Celui-ci mesure le volume de l'échantillon, prend une image de celui-ci, installe un bouchon destiné à limiter les mouvements de l'échantillon dans le tube puis scelle le tube et le range dans le système de stockage définitif. À la fin de la mission, c'est ce même bras qui devra aussi déposer les tubes sur le sol pour constituer le dépôt à récupérer ultérieurement par la mission destinée à ramener ceux-ci sur Terre. Le système comprend également six tubes témoins qui contiennent des échantillons de sol terrestre stérilisés comme les tubes vides et qui seront exposés à l'atmosphère de Mars avant d'être scellés , ,,,.
| Le système de collecte et de stockage des échantillons martiens |                                                                                 |
| Schéma.                                                         | Le bras interne et le râtelier où sont rangés les tubes contenant les carottes. |